# Умершие в мае 2024 года
Это список известных людей, соответствующих установленным критериям значимости (см. Википедия:Критерии значимости персоналий), умерших в мае 2024 года.
Причина смерти указывается лишь в исключительных случаях (убийство, самоубийство, гибель в результате военных действий, смертная казнь, ДТП или несчастные случаи). В остальных случаях — не указывается.

## 31 мая
- Амарал, Жуан Жустино (69) — бразильский футболист, игрок национальной сборной, бронзовый призёр чемпионата мира (1978)[1].
- Бобылёв, Геннадий Иванович (82) — советский футболист[2].
- Звизваи, Муриси[англ.] (54) — зимбабвийский политик, депутат Палаты собрания Зимбабве (2003—2023)[3].
- Ланг, Александр[нем.] (82) — немецкий актёр[4].
- Пиктон, Роберт (74) — канадский серийный убийца[5].
- Приз, Николай Васильевич (77) — российский государственный деятель, мэр Краснодара (2000—2004)[6].
- Томпош, Катя (41) — венгерская актриса и певица[7].

## 30 мая

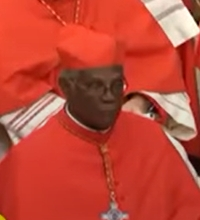
Келвин Феликс

- Антощенков, Владимир Семёнович (90) — советский и российский архитектор и фотохудожник[8].
- Бала, Тхумма (80) — индийский католический прелат, епископ Варангала (1986—2011), архиепископ Хайдарабада (2011—2020)[9].
- Бромили, Дороти[англ.] (93) — британская актриса (о смерти стало известно в этот день)[10].
- Гордон, Дрю (33) — американский баскетболист; ДТП[11].
- Калло, Калев (75) — эстонский политик, депутат Рийгикогу (1999—2003, 2007—2015, 2019—2020), министр автомобильных дорог, транспорта и коммуникаций (1995)[12].
- Куликовский, Андрей Геннадьевич (91) — советский и российский учёный в области механики, академик РАН (2006)[13].
- Серрано, Тина[исп.] (82) — аргентинская актриса[14].
- Фелан, Брайан[англ.] (89) — ирландский актёр[10].
- Феликс, Келвин Эдуард (91) — сентлюсийский кардинал, архиепископ Кастри (1981—2008)[15].
- Эдвардс, Тревор (87) — валлийский футболист, игрок национальной сборной (о смерти объявлено в этот день)[16].

## 29 мая

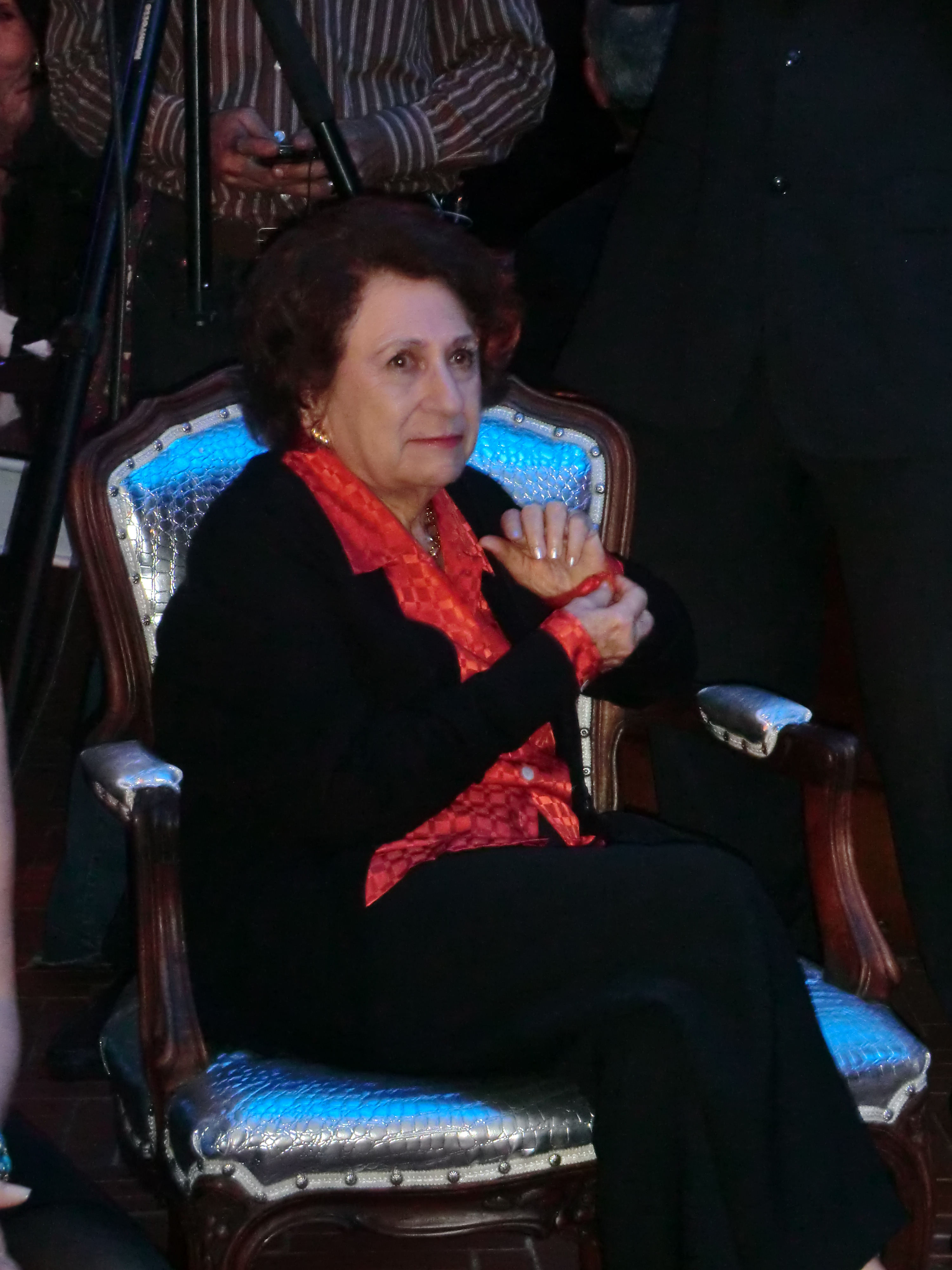
Марго Бенасерраф

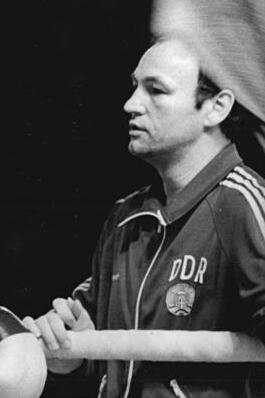
Манфред Вольке

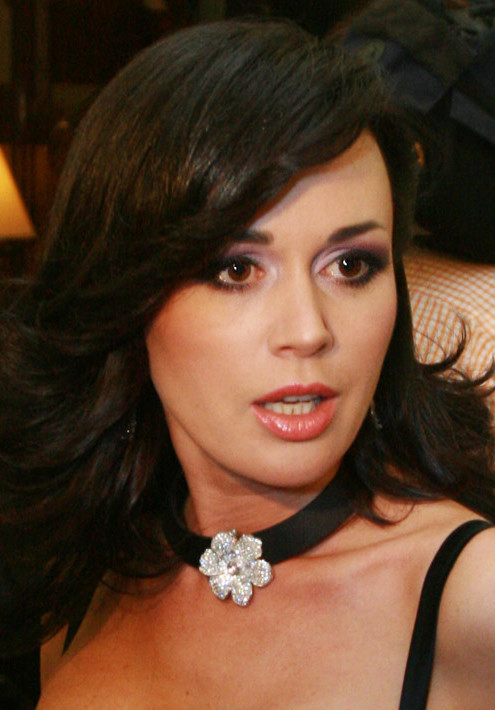
Анастасия Заворотнюк

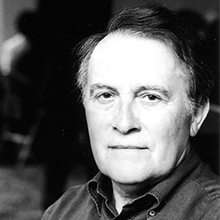
Анри Налле

- Алексеева, Марина Сергеевна (92) — советская и российская камерная певица, заслуженная артистка РСФСР (1991)[17].
- Бенасерраф, Марго (97) — венесуэльский режиссёр и продюсер[18].
- Вольке, Манфред (81) — немецкий боксёр, олимпийский чемпион (1968)[19].
- Гаратти, Аннароза[итал.] (90) — итальянская актриса[20].
- Заворотнюк, Анастасия Юрьевна (53) — российская актриса и телеведущая, заслуженная артистка Российской Федерации (2006)[21].
- Карзай, Каюм[англ.] (77) — афганский политик, депутат парламента (2004—2008)[22].
- Кэннон, Ларри (77) — американский баскетболист[23].
- Музыка, Валерий Андреевич (78) — советский и украинский актёр, режиссёр и поэт, заслуженный артист Украинской ССР (1988) (о смерти объявлено в этот день)[24].
- Налле, Анри (85) — французский политик, министр сельского хозяйства (1985—1986, 1988—1990) и юстиции (1990—1992)[25].
- Сек, Мансур[фр.] (69) — сенегальский певец и музыкант[26].
- Соловьёва, Инна Натановна (96) — советский и российский литературный и театральный критик, театровед, заслуженный деятель искусств Российской Федерации (1993)[27].
- Теувиссен, Арьен[нидерл.] (53) — нидерландский спортсмен-конник, серебряный призёр Олимпийских игр (2000)[28].
- Францевич, Леонид Иванович (88) — советский и украинский зоолог, член-корреспондент АН УССР / НАНУ (1990)[29].
- Хайзе, Томас[нем.] (68) — немецкий кинорежиссёр-документалист[30].
- Цыбух, Ирина Владимировна (25) — украинская журналистка и телеведущая, участница российско-украинской войны, парамедик батальона «Госпитальеры», Герой Украины (2025, посмертно); погибла в бою[31].

## 28 мая

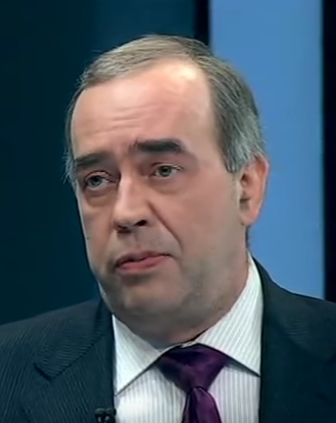
Александр Мартыненко

- Венза, Жак[англ.] (97) — американский продюсер[32].
- Вэй Минлун[кит.] (83) — китайский драматург[33].
- Джонсон, Бутч (68) — американский стрелок из лука, олимпийский чемпион (1996) (о смерти объявлено в этот день)[34].
- Козак, Богдан Николаевич (83) — советский и украинский актёр и режиссёр, народный артист Украинской ССР (1988)[35].
- Мартыненко, Александр Владленович (63) — украинский журналист, генеральный директор информационного агентства «Интерфакс-Украина» (с 2003 года)[36].
- Провопулос, Георгос[греч.] (74) — греческий экономист, глава Банка Греции (2008—2014)[37].
- Рзаев, Дадаш Гариб оглы (88) — советский и азербайджанский государственный деятель, министр обороны Азербайджана (1993), генерал-майор[38].
- Спенс, Билл[англ.] (101) — британский писатель[39].

## 27 мая

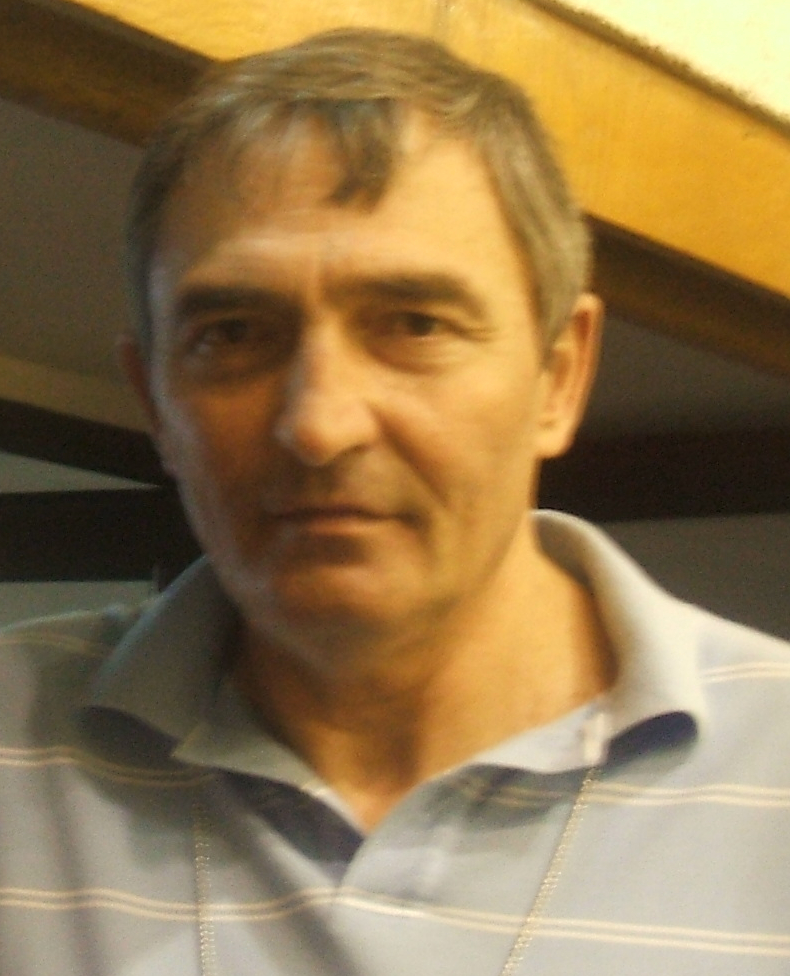
Штефан Бирталан

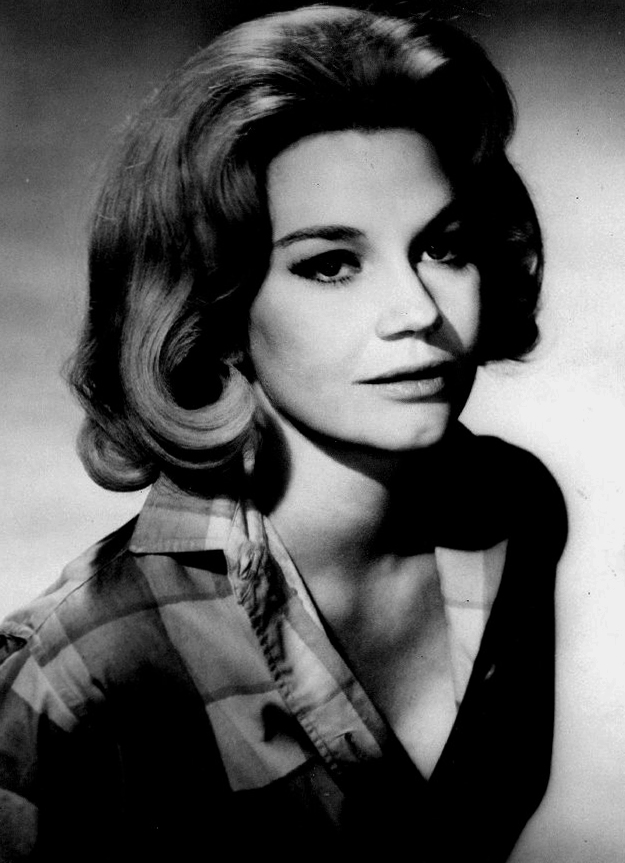
Элизабет Макрей

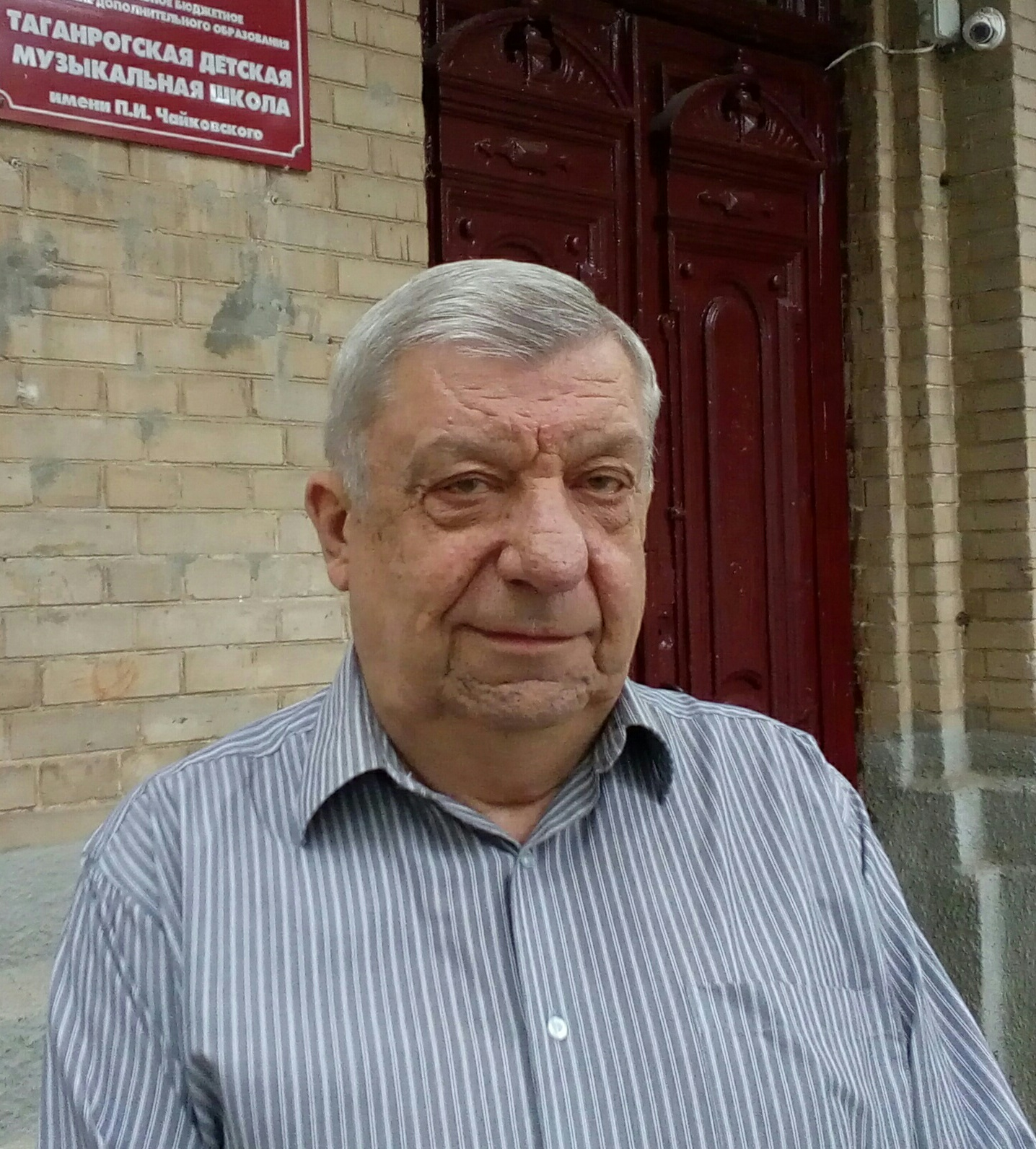
Виктор Скворцов

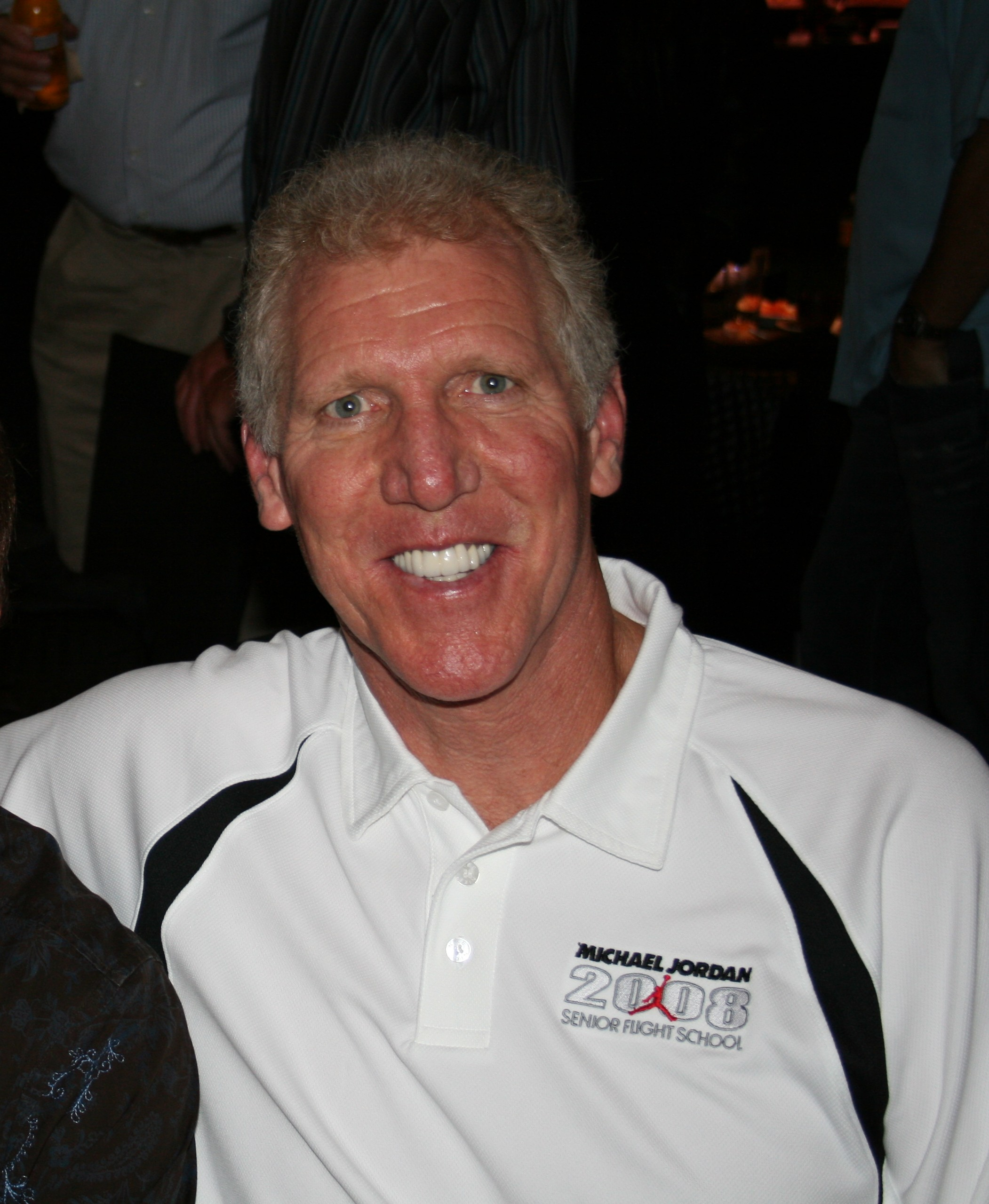
Билл Уолтон

- Агости, Гиго[англ.] (87) — итальянский певец, музыкант и композитор[40].
- Аль-Али, Салах Омар[араб.] (85) — иракский политический деятель и дипломат, министр культуры (1968—1970)[41].
- Бирталан, Штефан (75) — румынский гандболист и тренер, трёхкратный призёр Олимпийских игр, двукратный чемпион мира (1970, 1974)[42].
- Кеневич, Ян (85) — польский историк и дипломат[43].
- Макрей, Элизабет (88) — американская актриса[44].
- Петроцци, Франческо[исп.] (62) — перуанский тенор и политик, депутат Конгресса (2016—2019)[45].
- Пракаш, Сурья[англ.] — индийский режиссёр[46].
- Самсонов, Александр Парфеньевич (89) — советский и российский оперный певец, заслуженный артист Российской Федерации (1996)[47].
- Саралидзе, Тристан[груз.] (69) — грузинский актёр[48].
- Скворцов, Виктор Фёдорович (72) — советский и российский музыкант и музыкальный педагог[49].
- Сорока, Роман Игоревич (46) — украинский футболист[50]
- Уолтон, Билл (71) — американский баскетболист, двукратный чемпион НБА (1977, 1986)[51].
- Фокс, Роджер[англ.] (71) — новозеландский тромбонист[52].
- Яковлева, Майя Яковлевна (89) — советская и российская журналистка[53].

## 26 мая
- Бойко, Анатолий Иванович (77) — советский футболист и украинский тренер[54].
- Вуец, Людвика[пол.] (83) — польский физик и политик[55].
- Пакте, Жан-Франсуа (53) — французский дипломат, посол Франции в Шри-Ланке (с 2022)[56].
- Станисавлевич, Горан (60) — сербский футболист и тренер[57].
- Стахив, Игорь Иванович (55) — украинский футболист, участник российско-украинской войны, погиб в бою[58].
- Сулейменов, Мехлис Касымович (85) — советский и казахстанский агроном, академик АН Казахской ССР / НАН РК (1990), иностранный член РАН (2014)[59].
- Уэбб, Дон[англ.] (89) — британский драматург и сценарист[60].
- Хусейн, Талат[англ.] (83) — пакистанский актёр[61].

## 25 мая

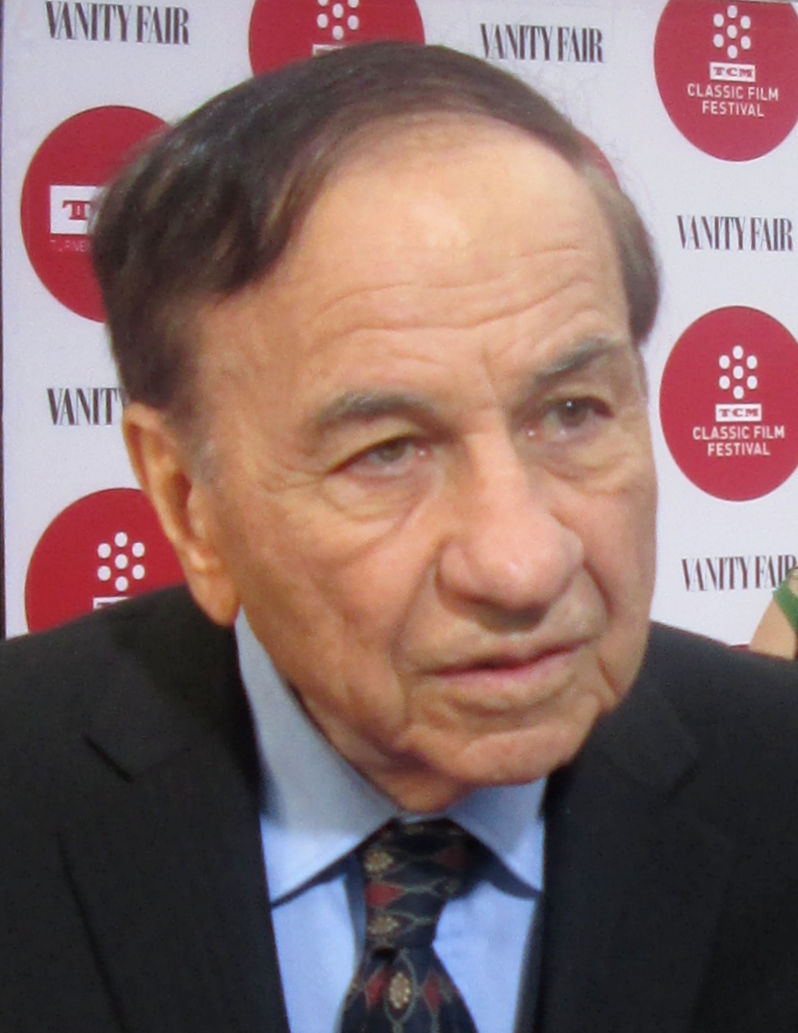
Ричард Шерман

- Воронцов, Владимир Александрович (77) — советский и российский театральный режиссёр и педагог[62].
- Казенас, Владимир Лонгинович (83) — казахстанский энтомолог, профессор[63]
- Карапас, Карло Хосе[англ.] (80) — филиппинский актёр и режиссёр[64].
- Кёйперс, Франциск Антоний (83) — нидерландский шахматист[65].
- Мульдер, Бертус[нидерл.] (95) — нидерландский архитектор[66].
- Нган, Джонни[кит.] (75) — гонконгский актёр[67].
- Никитин, Валерий Валентинович (84) — советский и российский археолог[68].
- Радди, Альберт (94) — канадско-американский продюсер, двукратный лауреат премий «Золотой глобус» (1973, 1975) и «Оскар» (1973, 2005)[69].
- Шарманов, Торегельды Шарманович (93) — советский и казахстанский гигиенист-нутрициолог, министр здравоохранения Казахской ССР (1971—1982), академик АМН СССР / РАМН (1982—2013), академик РАН (2013), академик НАН РК (1994), Герой Труда Казахстана (2022)[70].
- Шерман, Ричард Мортон (95) — американский автор песен к фильмам, лауреат премии «Оскар» (1965)[71].

## 24 мая

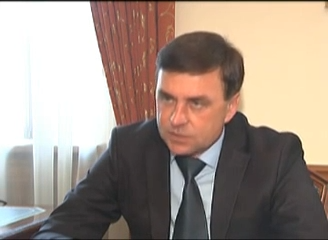
Виталий Очкаласов

- Арганис Диас Леаль, Хорхе[англ.] (81) — мексиканский гражданский инженер, секретарь по транспорту, связи и коммуникациям при президенте Мексики (2020—2022)[72].
- Да Кошта, Жулиу Сарменту[англ.] (64) — восточнотиморский политический деятель, депутат Парламента (2017—2018)[73].
- Зимняк, Януш[пол.] (90) — польский римско-католический прелат, вспомогательный епископ Катовице (1980—1992) и Бельско-Живеца (1992—2010)[74].
- Ингл, Дуг (78) — американский музыкант[75].
- Каппахер, Вальтер[нем.] (85) — австрийский писатель[76].
- Качер, Ян[чеш.] (87) — чехословацкий и чешский актёр и театральный режиссёр[77].
- Коулман, Джордж Уильям (85) — американский католический прелат, епископ Фолл-Ривера (2003—2014)[78].
- Мигалкин, Иван Васильевич[якут.] (69) — советский и российский поэт, народный поэт Якутии[79].
- Мовлави, Тофик Абдулсамед оглы (85) — советский и азербайджанский актёр, народный артист Азербайджана (2008)[80].
- Мургас, Хосе Антонио[исп.] (94) — колумбийский политический деятель, губернатор департамента Сесар (1970—1971), министр труда (1973—1974)[81].
- Очкаласов, Виталий Николаевич (61) — российский муниципальный деятель, глава Кавказского района Краснодарского края (с 2009)[82].
- Тичер, Дэвид[англ.] (100) — британский ветеран Второй мировой войны[83].
- Уокер, Дейв (82) — австралийский автогонщик[84].

## 23 мая

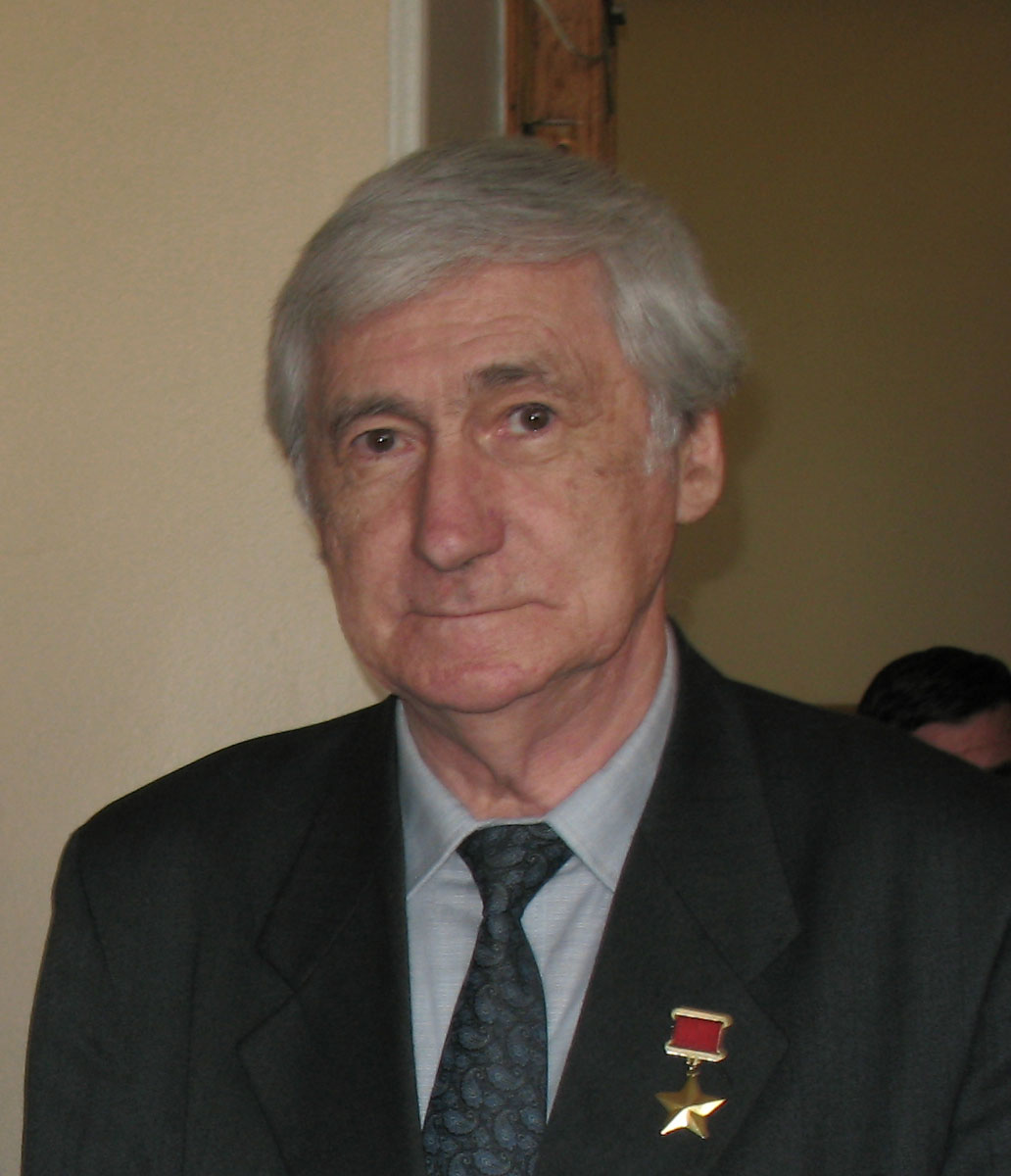
Георгий Волохов

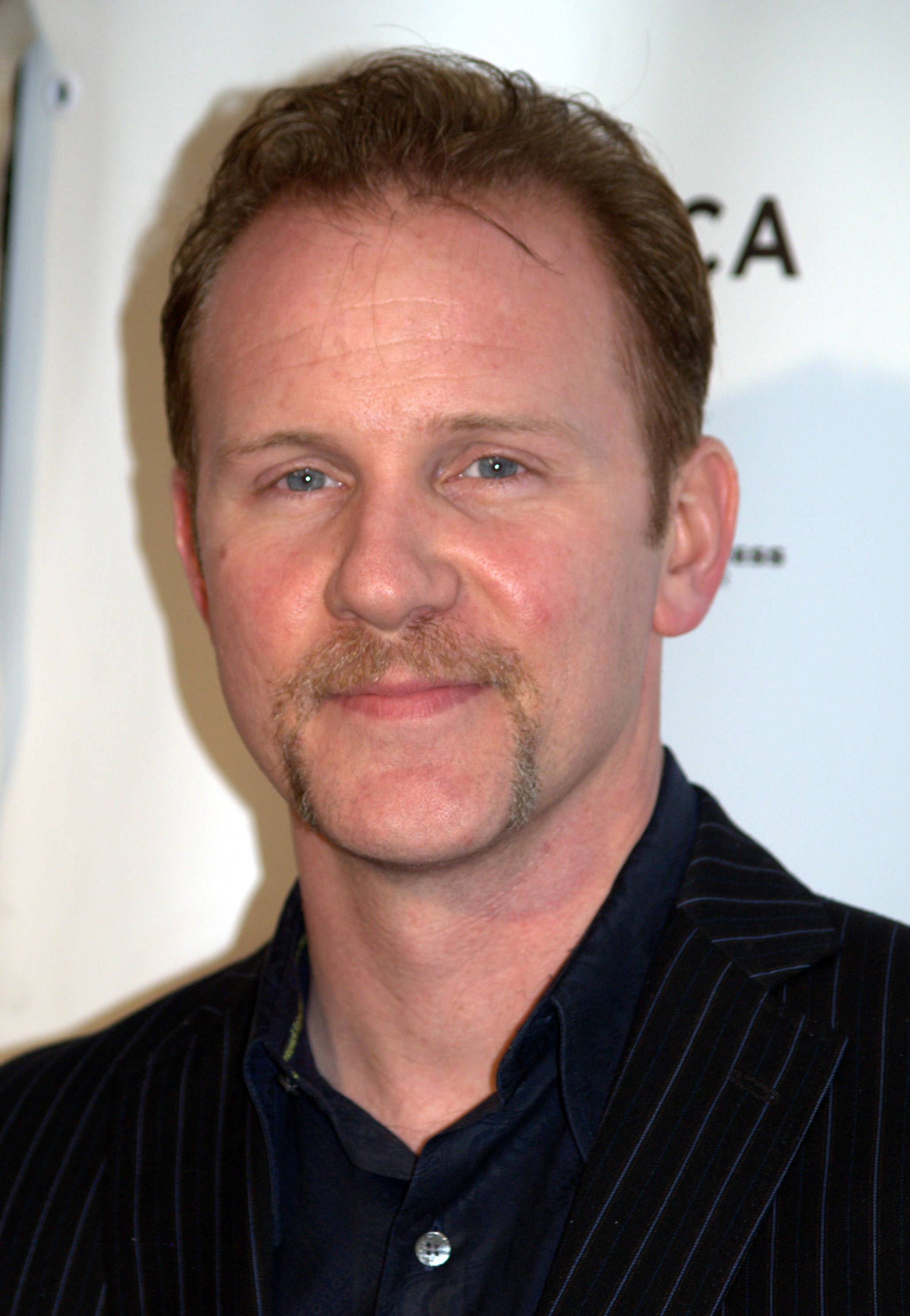
Морган Сперлок

- Бордман, Джон (96) — британский археолог и искусствовед[85].
- Волохов, Георгий Николаевич (89) — советский лётчик, заслуженный лётчик-испытатель СССР (1977), Герой Советского Союза (1981)[86].
- Карр, Калеб[англ.] (68) — американский историк и писатель, сын Люсьена Карра[87].
- Мазурек, Януш[пол.] (80) — польский политик, сенатор (1991—1993)[88].
- Савин, Георгий Лаврентьевич (78) — советский хоккеист[89].
- Сперлок, Морган (53) — американский режиссёр-документалист, сценарист и продюсер[90].
- Флорес Пеон, Анхелес[исп.] (105) — испанская писательница, общественная деятельница и ветеран Гражданской войны[91].
- Хаймович, Марк Камилл[англ.] (77) — британский художник[92].
- Чтак, Валерий Сергеевич (42) — российский художник[93].

## 22 мая
- Байер, Владимир Евгеньевич (81) — советский и российский материаловед[94].
- Бройер, Рольф-Эрнст[нем.] (86) — немецкий финансист, председатель правления «Дойче банка» (1997—2002)[95].
- Гаро, Мари-Франс[фр.] (90) — французская политическая деятельница, депутат Европейского парламента (1999—2004)[96].
- Гриффин, Мартин[англ.] (103) — американский эколог и защитник природы[97].
- Ди Вайо, Гаэтано[итал.] (56) — итальянский актёр, сценарист и продюсер; осложнения в результате травм от ДТП[98].
- Дусек, Петер[нем.] (79) — австрийский историк, архивариус и журналист[99].
- Тони Монтано (62) — сербский рок-музыкант[100].
- Муратова, Елена Петровна (92) — советская и российская актриса и театральный педагог, заслуженная артистка Российской Федерации (2008)[101].
- Несторова-Томич, Мимоза[англ.] (94) — македонский архитектор, планировщик и городской дизайнер[102].
- Сараджи, Икбаль Ахмед[англ.] (79) — индийский политический деятель, депутат Лок сабхи (1999—2009)[103].
- Сергеев, Юрий Георгиевич (94) — советский капитан китобойных судов, Герой Социалистического Труда (1971)[104].
- Уилки, Дэвид[англ.] (70) — британский пловец, олимпийский чемпион (1976), трёхкратный чемпион мира (1973, 1975 — дважды)[105].
- Хикман, Дэррил[англ.] (92) — американский актёр[106].

## 21 мая

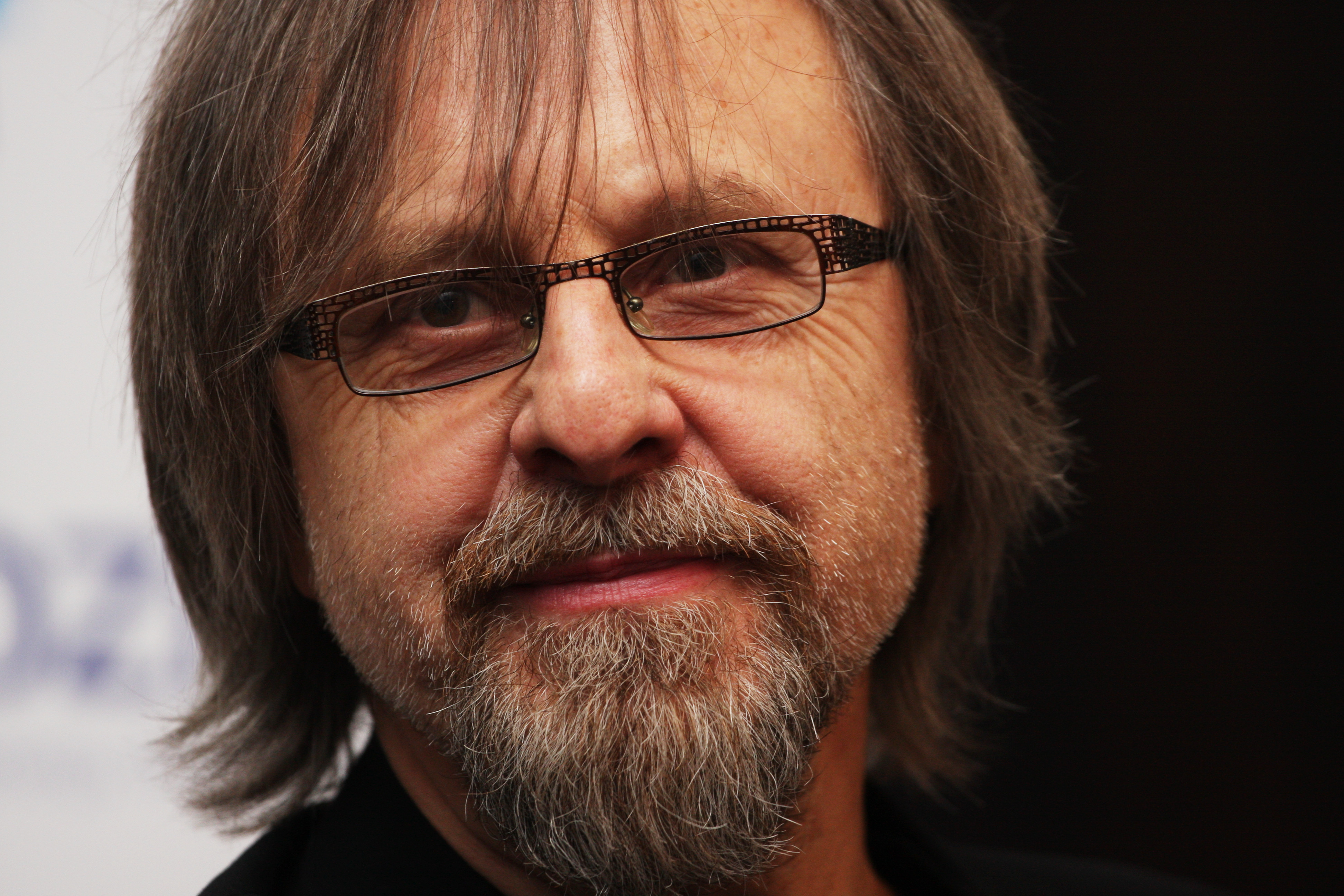
Ян Качмарек

- Агапов, Владимир Михайлович (90) — советский футболист и футбольный тренер[107].
- Воропаев, Владлен Иванович (83) — советский и российский спортсмен-гиревик и тренер[108].
- Гоннов, Виталий Васильевич (84) — советский и российский режиссёр, заслуженный деятель искусств Российской Федерации (1992)[109].
- Качмарек, Ян (71) — польский композитор[110].
- Козакевич, Ежи (76) — польский историк, политолог и дипломат[111].
- Мороз, Олег Павлович (86) — советский и российский писатель-документалист[112].
- Мукубенов, Максим Бембеевич (83) — советский партийный и государственный деятель, народный депутат РСФСР/РФ (1990—1993)[113].
- Сажин, Тимур Петрович (81) — российский художник декоративно-прикладного искусства, академик РАХ (2020), народный художник Российской Федерации (2008)[114].
- Селфе, Джеймс[англ.] (68) — южноафриканский политик, депутат Парламента (1994—2021)[115].

## 20 мая

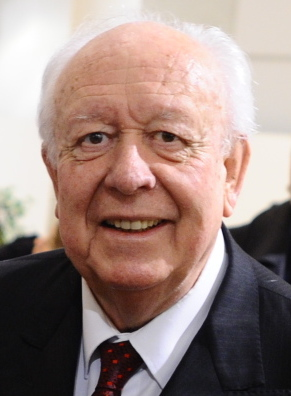
Жан-Клод Годен

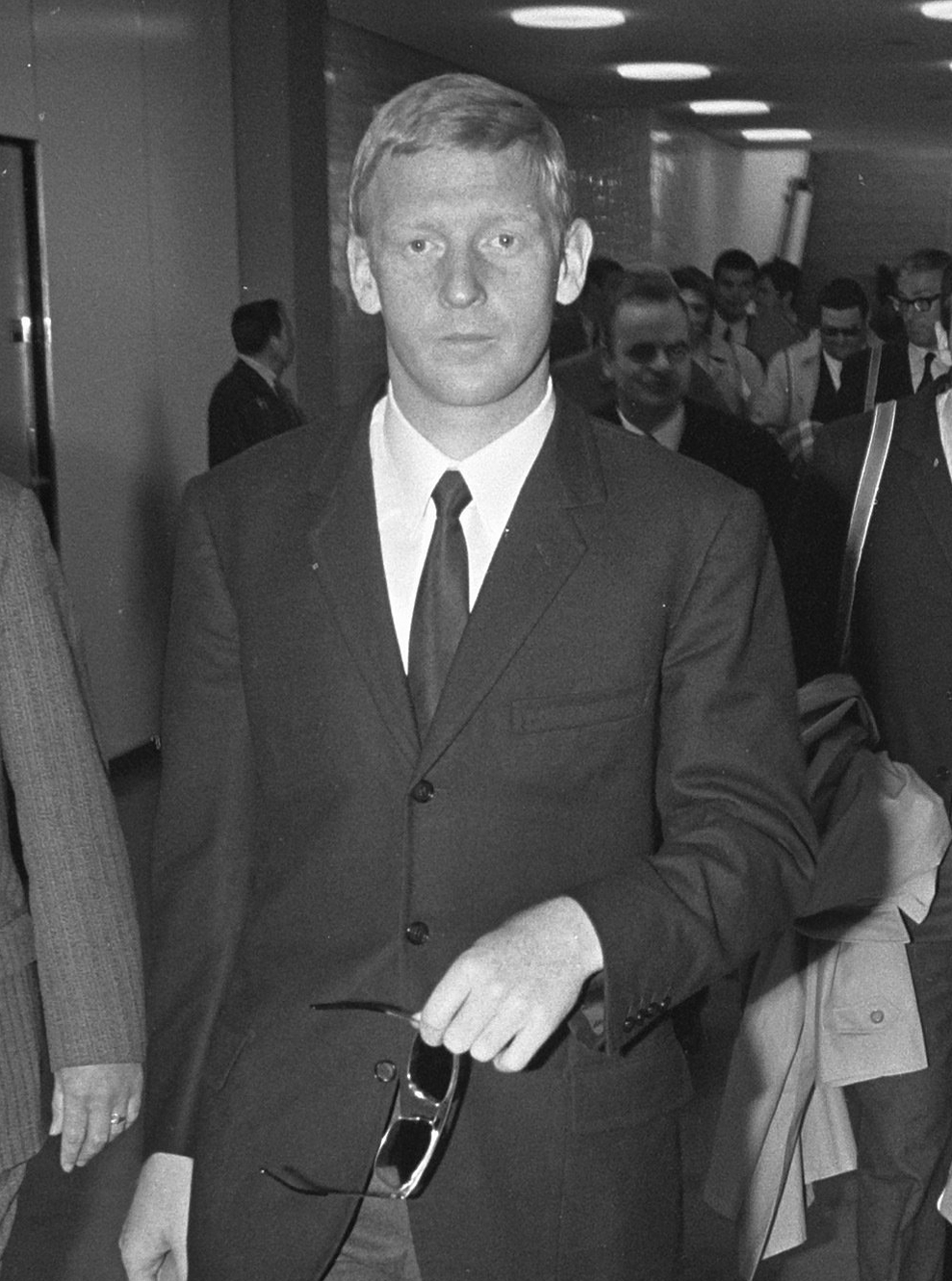
Карл-Хайнц Шнеллингер

- Бинар, Отакар[чеш.] (92) — чешский архитектор[116].
- Боски, Иван (87) — американский финансист и биржевой трейдер[117].
- Годен, Жан-Клод (84) — французский политик, мэр Марселя (1995—2020), сенатор (1989—1995, 1998—2017)[118].
- Ерещенко, Владимир Александрович (61) — советский боксёр, участник Олимпийских игр (1988), призёр чемпионатов мира (1989) и Европы (1991)[119].
- Коллинз, Джерри[англ.] (69) — шотландский футболист и футбольный тренер[120].
- Клингер, Джон[нем.] (40) — немецкий шоумен и рестлер[121]
- Мартинес Кастельяно, Фернандо[исп.] (81) — испанский политический деятель, мэр Валенсии (1979)[122].
- Мартынов, Анатолий Иванович (86) — советский и российский врач-терапевт, академик (1995) и вице-президент (1995—2001) РАМН, академик РАН (2013)[123].
- Масуяма, Эйко (88) — японская сэйю[124].
- Пенни, Дэвид[англ.] (85) — новозеландский генетик и эволюционный биолог[125].
- Супле, Перретт[фр.] (94) — французская актриса[126].
- Шнеллингер, Карл-Хайнц (85) — западногерманский футболист, серебряный (1966) и бронзовый (1970) призёр чемпионатов мира[127].

## 19 мая

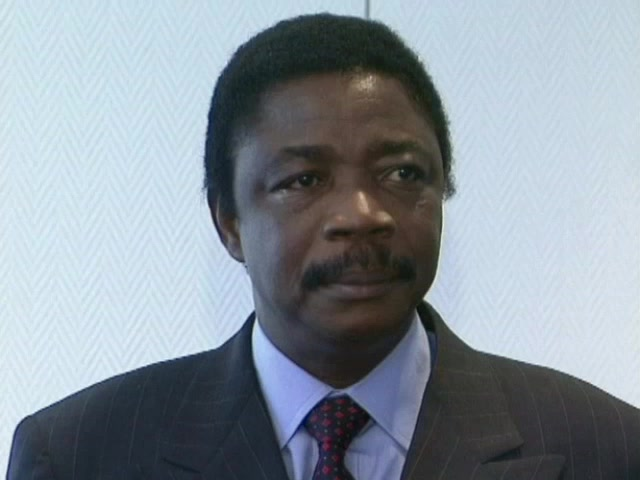
Квасси Клютсе

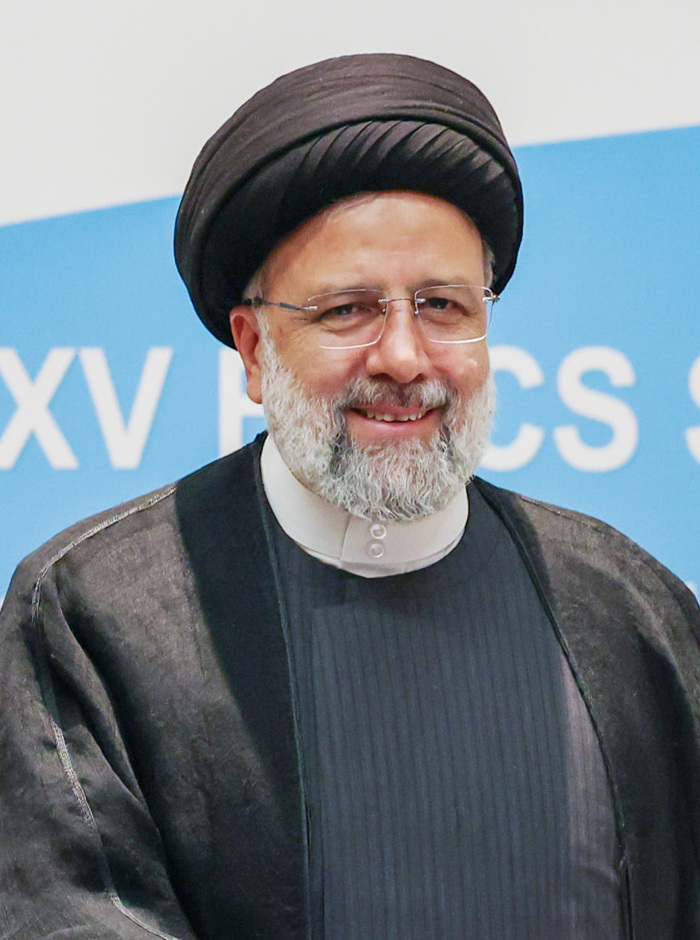
Ибрахим Раиси

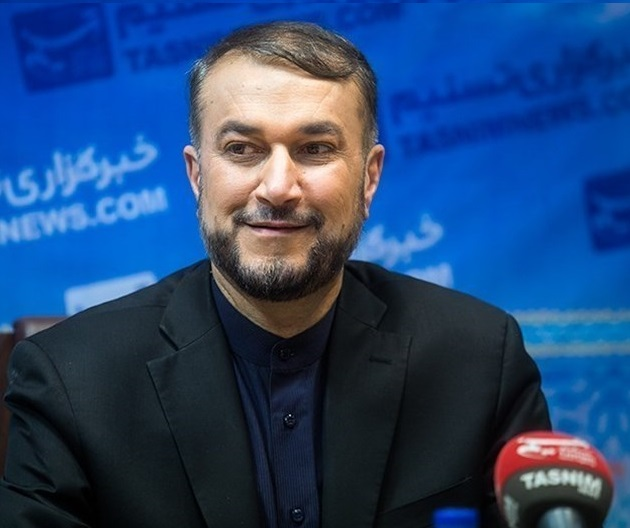
Хосейн Амир Абдоллахиян

- Афонджа, Аджибола[англ.] (81) — нигерийский политический деятель, министр труда (1993)[128].
- Бычинский, Владимир Николаевич (73) — советский и российский художник, заслуженный художник Российской Федерации (2006)[129].
- Вильнёв, Клод[фр.] (69) — канадский биолог[130].
- Зиберт, Бруно[исп.] (91) — чилийский генерал и политик, министр общественных работ (1982—1989) и сенатор (1990—1998)[131].
- Кислюнин, Александр Сергеевич (82) — советский и российский тренер по фехтованию, заслуженный тренер СССР (1985)[132].
- Клютсе, Квасси (78) — тоголезский политик, премьер-министр (1996—1999)[133].
- Лазутин, Леонид Леонидович (85) — советский и российский геофизик[134].
- Нарицын, Николай Николаевич (73) — российский психотерапевт[135].
- Султанова, Галия Калимулловна (87) — советская и российская певица и музыкальный педагог, народная артистка Башкирии (2011)[136].
- Фальк, Педер[швед.] (76) — шведский актёр, сценарист и режиссёр[137].
- Хэмилтон, Иэн (73) — английский футболист (о смерти объявлено в этот день)[138].
- Шаховская, Мария Владимировна (95) — советский и российский скульптор и художник-керамист, член-корреспондент РАХ (2007), дочь В. А. Фаворского, вдова Д. М. Шаховского[139].
- Погибшие при крушении вертолёта Ибрахима Раиси[140]:
  - Але-Хашем, Мухаммад Али[перс.] (61/62) — иранский политический деятель, представитель Высшего руководителя Ирана в провинции Восточный Азербайджан;
  - Раиси, Ибрахим (63) — иранский политический, духовный, религиозный и государственный деятель, президент Ирана (с 2021);
  - Рахмати, Малек (41/42) — иранский политический деятель, губернатор провинции Восточный Азербайджан (с 2024);
  - Хосейн Амир Абдоллахиян (60) — иранский политический деятель, министр иностранных дел Ирана (с 2021).

## 18 мая

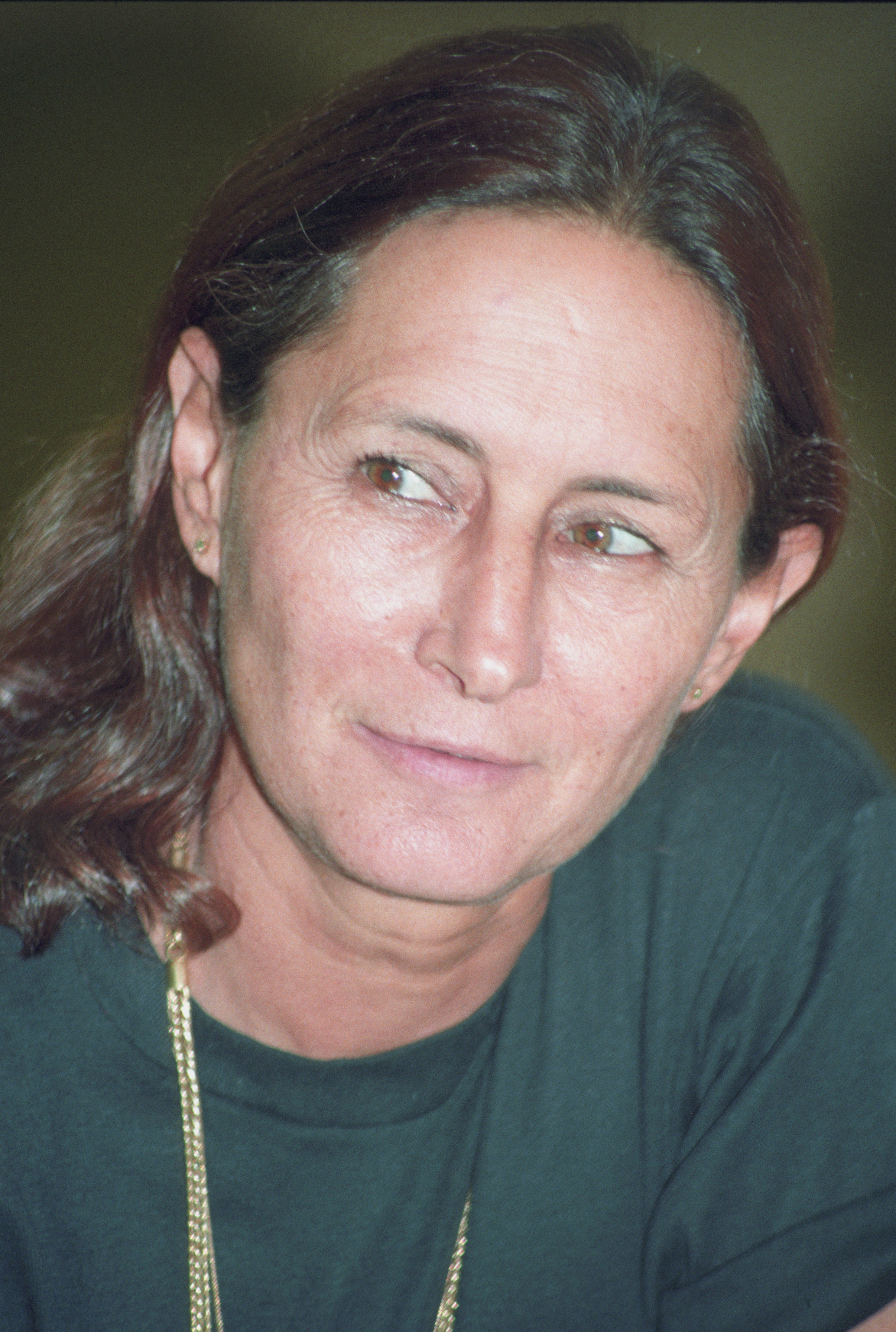
Яэль Даян

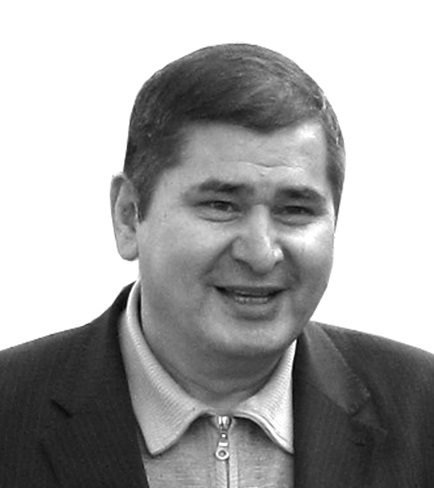
Рахматилло Зойиров

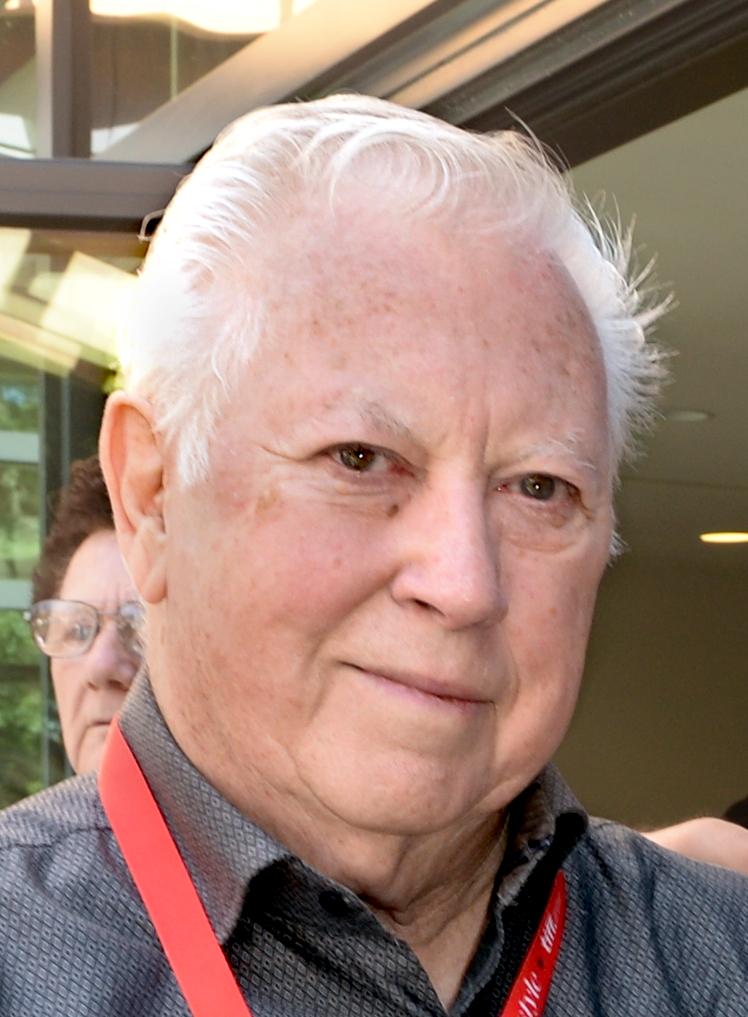
Фред Рус

- Айфилд, Фрэнк[англ.] (86) — австралийский кантри-певец и гитарист[141].
- Аллар, Жан-Филипп (67) — французский джазовый продюсер[142].
- Вагхул, Нараянан[англ.] (88) — индийский банкир, глава Bank of India (1981—1984)[143].
- Вильягран де Леон, Франсиско[исп.] (70) — гватемальский дипломат, посол в США (2008—2011, 2012—2013)[144].
- Даян, Яэль (85) — израильский политик и писательница, депутат Кнессета (1992—2003), дочь Моше Даяна[145].
- Зойиров, Рахматилло Хамидович (67) — советский и таджикский юрист и политик, государственный советник юстиции второго класса (2002)[146].
- Кудряшов, Андрей Алексеевич (32) — российский спидвеист, бронзовый призёр Кубка мира (2017)[147].
- Мраз, Иван (82) — чехословацкий футболист, серебряный призёр Олимпийских игр (1964)[148].
- Пьяцца, Альберто (82) — итальянский генетик[149].
- Рус, Фред[англ.] (89) — американский продюсер и директор по кастингу, лауреат премии «Оскар» (1975)[150].
- Уайт, Харрисон?! (94) — американский социолог[151].
- Эльвир Сальгадо, Хуан Рамон (68) — гондурасский дипломат, посол на Кубе (2006—2009) и в России (с 2023)[152].
- Эррера, Джин (33) — американский боец смешанного стиля; ДТП[153].

## 17 мая

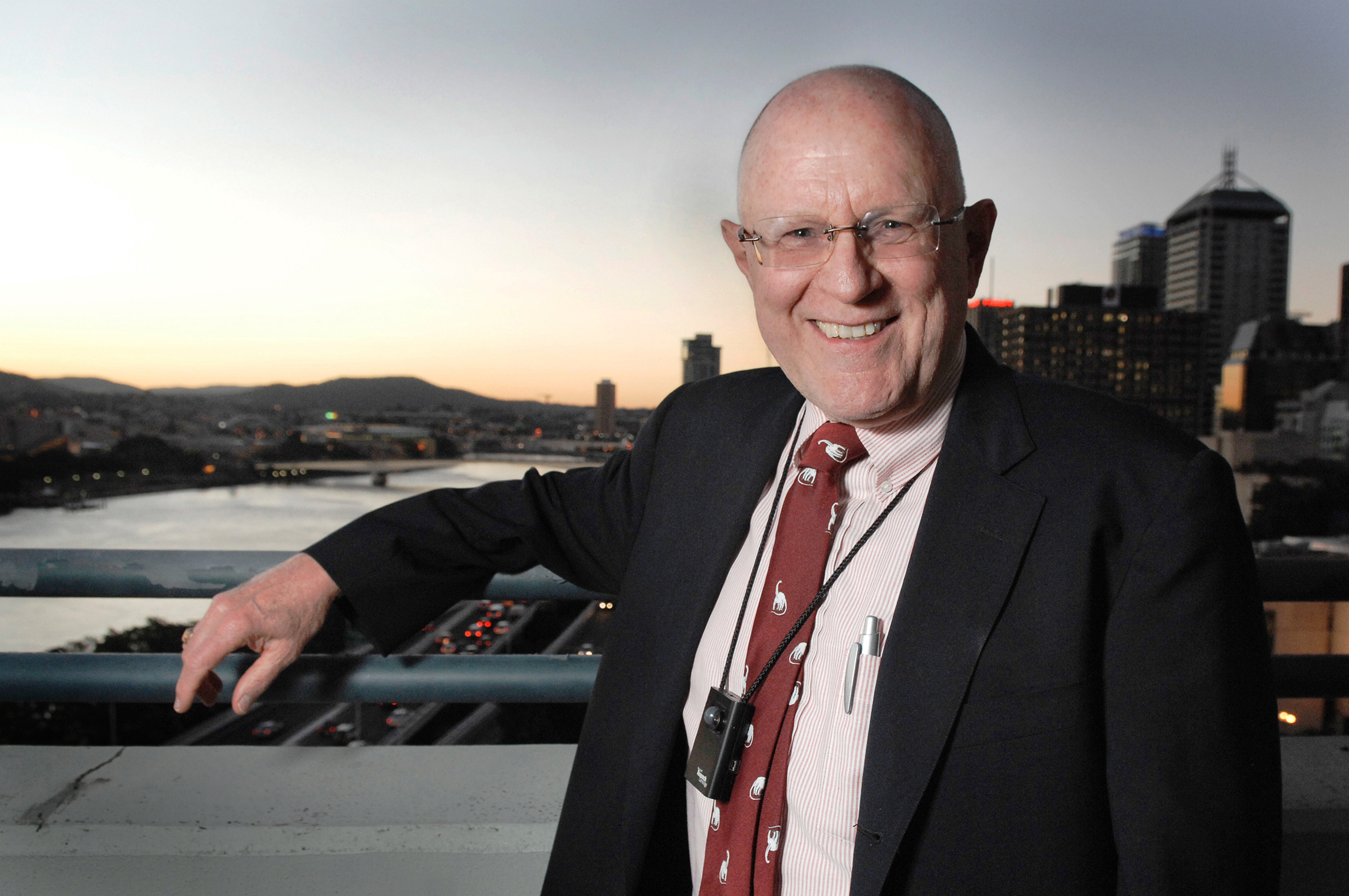
Гордон Белл

- Андерсон, Бад[англ.] (102) — американский лётчик-истребитель, ас Второй мировой войны[154].
- Белл, Гордон (89) — американский учёный в области вычислительной техники, член Национальной академии наук США (1977)[155].
- Василюк, Денис Александрович (31) — украинский лётчик, Герой Украины (2024, посмертно)[156].
- Гоинг, Сид[англ.] (80) — новозеландский регбист, игрок национальной сборной[157].
- Джонс, Скайлер[англ.] (94) — американский археолог и антрополог[158].
- Джорбенадзе, Автандил Христофорович (73) — грузинский государственный деятель, министр здравоохранения (1993—2001), государственный министр (2001—2003)[159].
- Дуба, Гарба[англ.] (82) — нигерийский политик, губернатор штатов Баучи (1978—1979) и Сокото (1984—1985)[160].
- Мошкин, Александр Николаевич (70) — советский и российский государственный деятель, глава Березников (1994—2001)[161].
- Техеда, Приамо (90) — доминиканский католический прелат, епископ Бани (1986—1997)[162].
- Уэллс, Марк[англ.] (66) — американский хоккеист, олимпийский чемпион (1980)[163].

## 16 мая

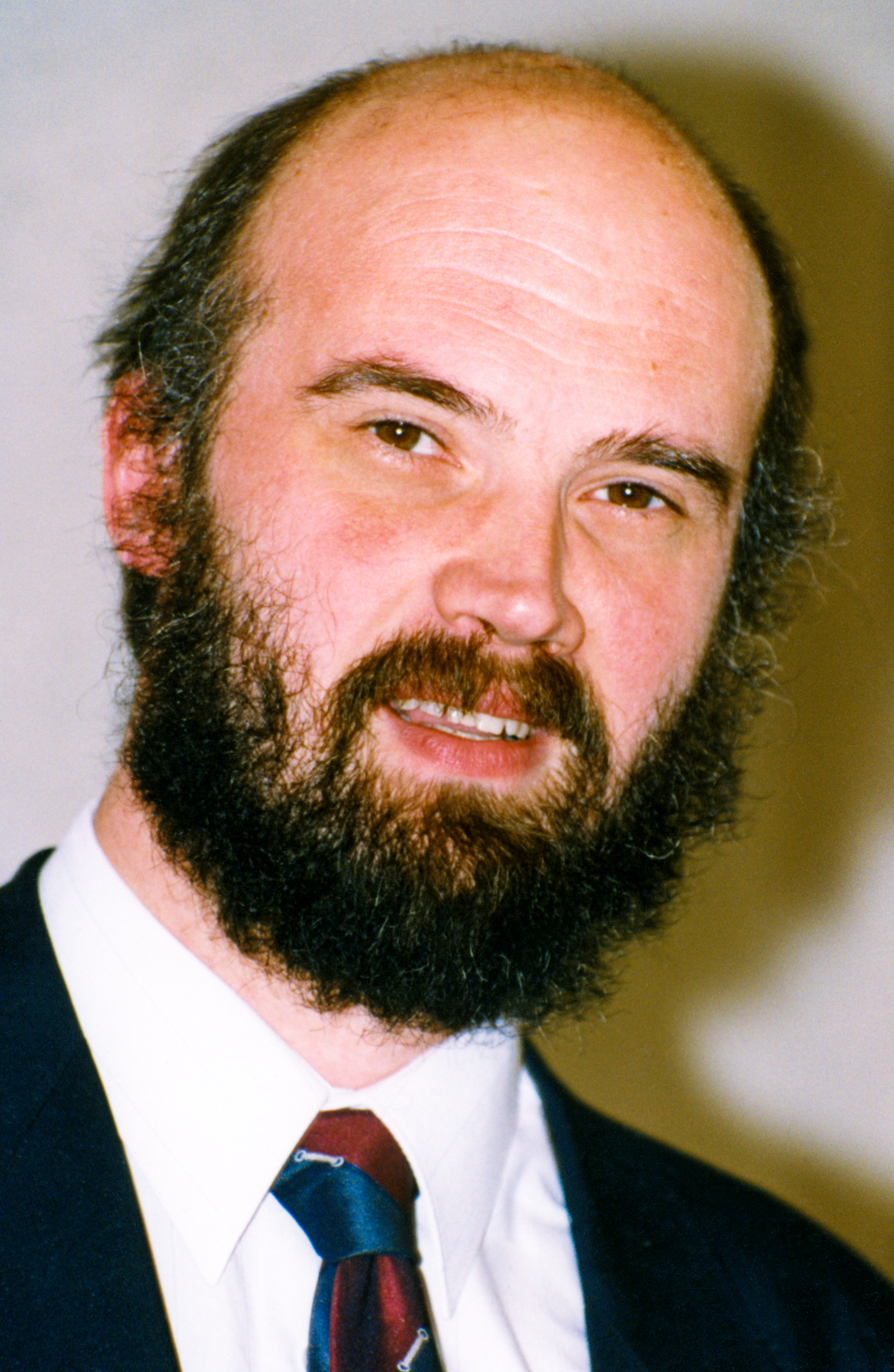
Сергей Андрияка

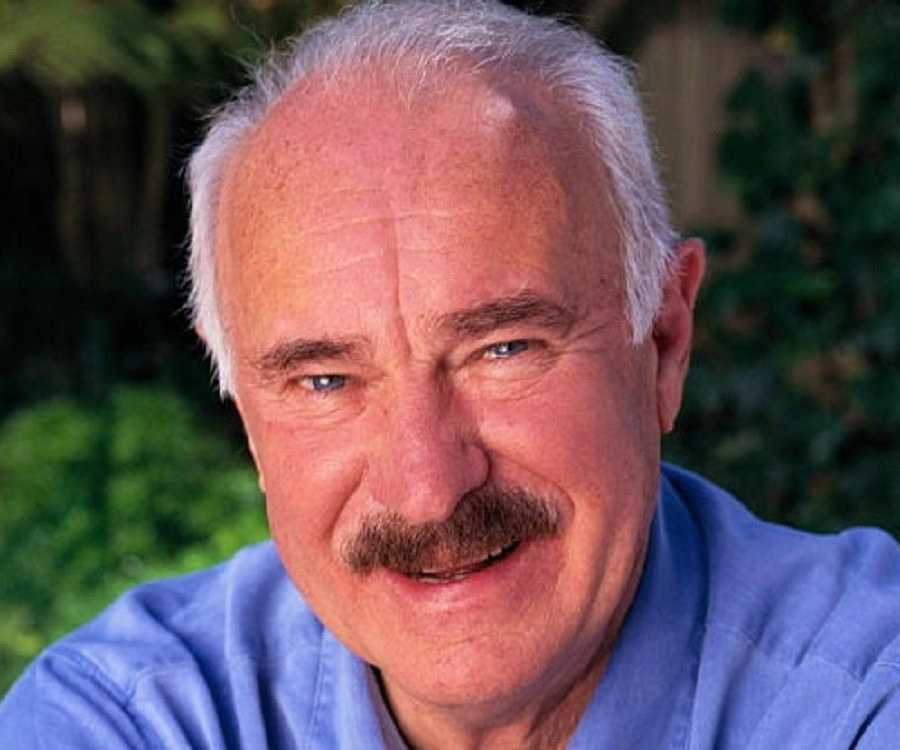
Дэбни Коулмен

- Андрияка, Сергей Николаевич (65) — советский и российский художник-акварелист, академик РАХ (2007), народный художник Российской Федерации (2005)[164].
- Беренгер, Кармен[исп.] (78) — чилийская поэтесса[165].
- Греку, Антеру[порт.] (69) — бразильский спортивный журналист[166].
- Коулмен, Дэбни (92) — американский актёр, лауреат премий «Эмми» (1987) и «Золотой глобус» (1988)[167].
- Кофман, Андрей Фёдорович (69) — российский литературовед-латиноамериканист[168].
- Мазуров, Владимир Данилович (84) — советский и российский математик, заслуженный деятель науки Российской Федерации (2006)[169].
- Меркушин, Владимир Семёнович (77) — советский легкоатлет-стайер[170].
- Мухаммадиев, Ахмадджон (75) — советский и таджикский певец, заслуженный артист Таджикистана[171].
- Туссен, Вероника[исп.] (48) — мексиканская актриса и телеведущая[172].
- Хошкам, Зари[перс.] (76) — иранская актриса[173].

## 15 мая
- Арафат, Хишам[араб.] (60) — египетский политик, министр транспорта (2017—2019)[174].
- Бенивал, Камла[англ.] (97) — индийский политический деятель, губернатор штатов Трипура (2009), Гуджарат (2009—2014) и Мизорам (2014)[175].
- Ваулина, Светлана Сергеевна (78) — советский и российский языковед, заслуженный деятель науки Российской Федерации (1995)[176].
- Вик, Ханс-Георг (96) — немецкий дипломат, посол в Иране (1974—1977), в СССР (1977—1980), в Индии (1990—1993)[177].
- Гарапес, Властимил[чеш.] (77) — чешский актёр, хореограф и танцор балета[178][179].
- Джоши, Мальти[англ.] (89) — индийская писательница[180].
- Кемп, Барри (84) — британский археолог и египтолог, член Британской академии (1992)[181].
- Коста, Имма[исп.] (61) — испанский политик, сенатор (2023)[182].
- Леваков, Олег Александрович (76) — российский актёр, народный артист Российской Федерации (2008)[183].
- Луковский, Иван Александрович (88) — советский и украинский математик и механик, академик НАНУ (2000)[184].
- Перальта, Эльда[исп.] (91) — мексиканская актриса и писательница[185].
- Сержанов, Кенгесбой (66) — советский и узбекский актёр, заслуженный артист Узбекистана[186].
- Фуллер, Барбра[англ.] (102) — американская актриса[187].
- Холодов, Роман Иванович (53) — украинский физик-теоретик, член-корреспондент НАНУ (2021)[188].

## 14 мая

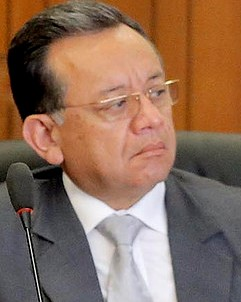
Эдгар Аларкон

- Аларкон, Эдгар (63) — перуанский политический деятель, депутат Конгресса (2020—2021); ДТП[189].
- Гёкчер, Айтен[тур.] (84) — турецкая актриса[190].
- Гостищев, Вячеслав Григорьевич (91) — советский и российский артист оперетты (баритон), заслуженный артист РСФСР (1978)[191].
- Джеймс, Джимми[англ.] (84) — ямайский и британский соул-певец[192].
- Индриксоне, Байба (92) — советская и латвийская актриса[193].
- Канселарич, Фабиан (58) — аргентинский футболист, серебряный призёр чемпионата мира (1990)[194].
- Киттикачон, Наронг (90) — тайский политический деятель, депутат Национальной ассамблеи (1983—1992)[195].
- Кононенко, Максим Витальевич (53) — российский журналист и публицист[196].
- Кудрявцева, Наталия Константиновна (91) — советская и российская актриса, заслуженная артистка Российской Федерации (2003)[197].
- Морсей, Рудольф (96) — немецкий историк[198].
- О’Кейн, Дин (61) — новозеландский снукерист[199].
- Сурис, Роберт Арнольдович (87) — советский и российский физик-теоретик, академик РАН (2006)[200].
- Уре, Гудрун[англ.] (98) — шотландская актриса[201].

## 13 мая

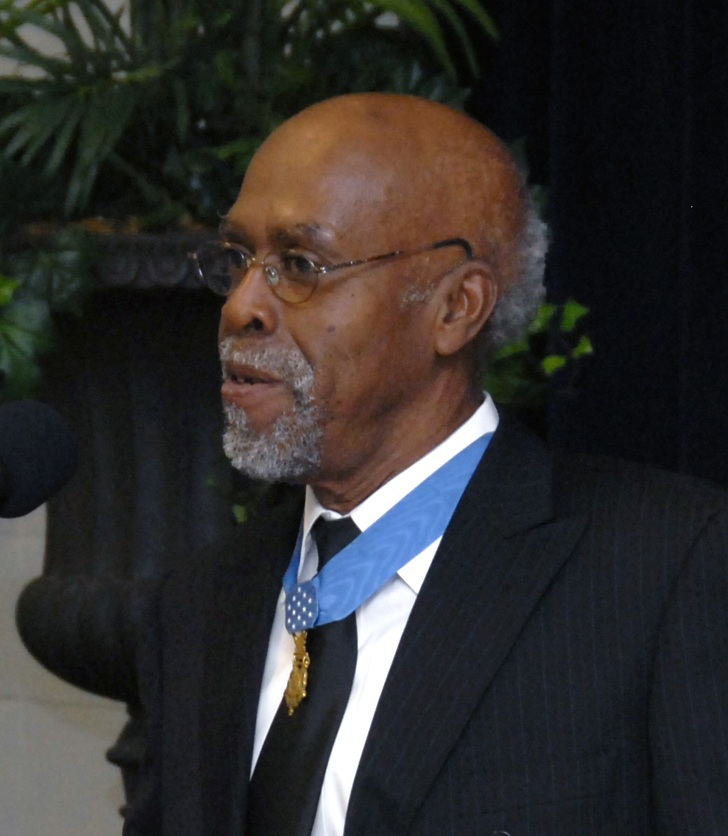
Кларенс Сассер

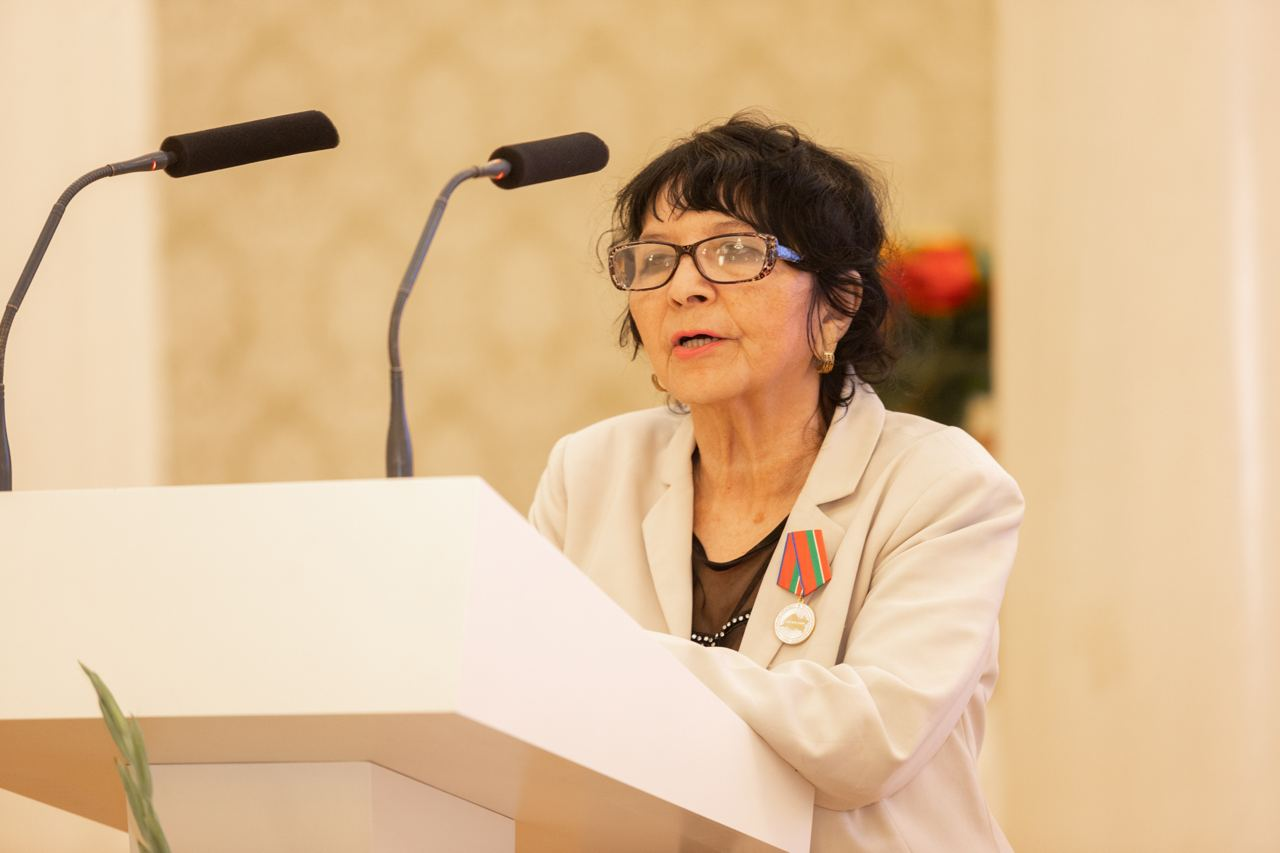
Розалина Шагеева

- Браго, Евгений Николаевич (95) — советский спортсмен (академическая гребля), серебряный призёр Олимпийских игр (1952)[202].
- Данисявичюс, Станисловас Ляонович (66) — советский и литовский футболист[203].
- Калач, Владимир Викторович (54) — белорусский деятель спецслужб, заместитель председателя КГБ Беларуси (2018—2021), генерал-майор[204].
- Калоев, Эрнест Владимирович (83) — советский и российский тренер по троеборью, заслуженный тренер СССР (о смерти объявлено в этот день)[205].
- Манро, Элис (92) — канадская писательница, лауреат Нобелевской премии по литературе (2013) и Международной Букеровской премии (2009)[206].
- Михл, Йозеф[чеш.] (85) — чешский и американский химик, член НАН США (1986)[207].
- Музиани, Энрико[итал.] (86) — итальянский эстрадный певец[208].
- Поттер, Джозеф[англ.] (?) — американский социолог[209].
- Сассер, Кларенс (76) — солдат армии США, награждён медалью Почёта (1969)[210].
- М. Сельварасу[англ.] (67) — индийский политический деятель, депутат Лок сабхи (1989—1991, 1996—1998, c 2019)[211].
- Серра, Луис Мария[англ.] (82) — аргентинский композитор и музыкант[212].
- Уильямс, Сэмм-Арт[англ.] (78) — американский актёр, режиссёр и драматург[213].
- Хазарика, Исвар Прасанна[англ.] (87) — индийский политический деятель, депутат Лок сабхи (1996—1998)[214].
- Шагеева, Розалина Гумеровна (78) — советская и татарская поэтесса, переводчица, искусствовед[215].
- Шмариков, Александр Степанович (62) — советский и казахстанский футболист[216].
- Эскуде, Кристиан[фр.] (76) — французский цыганский гитарист и композитор[217].

## 12 мая

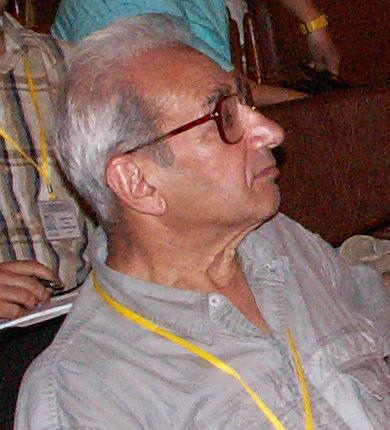
Юрий Апресян

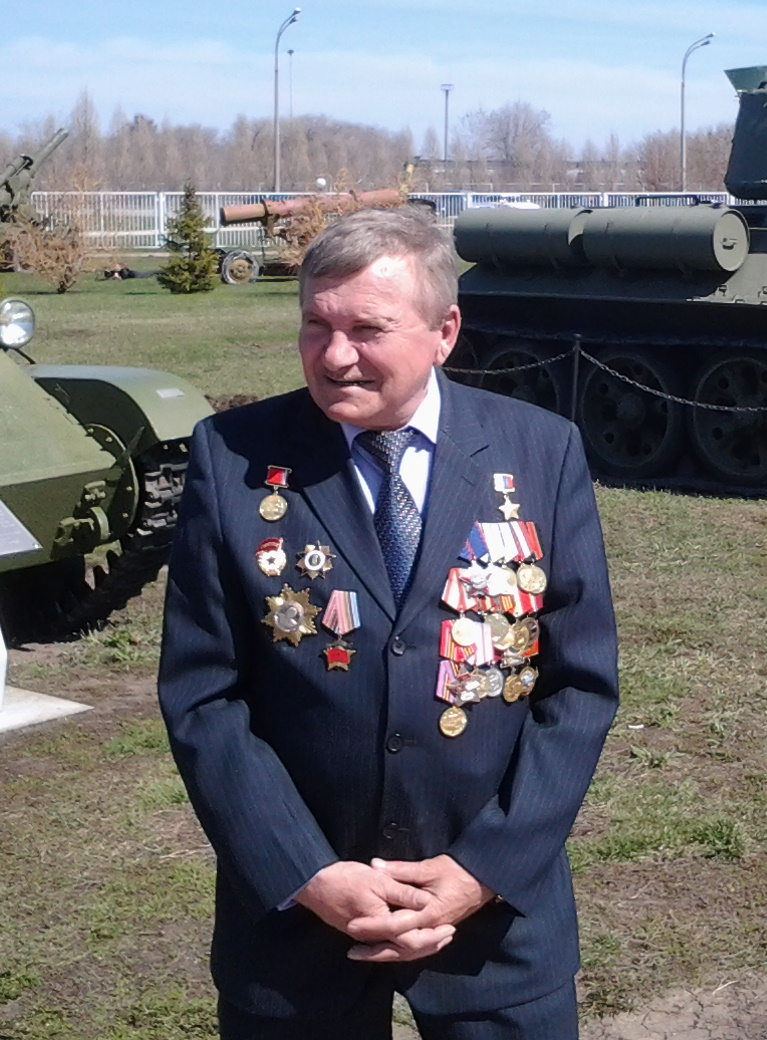
Григорий Кириченко

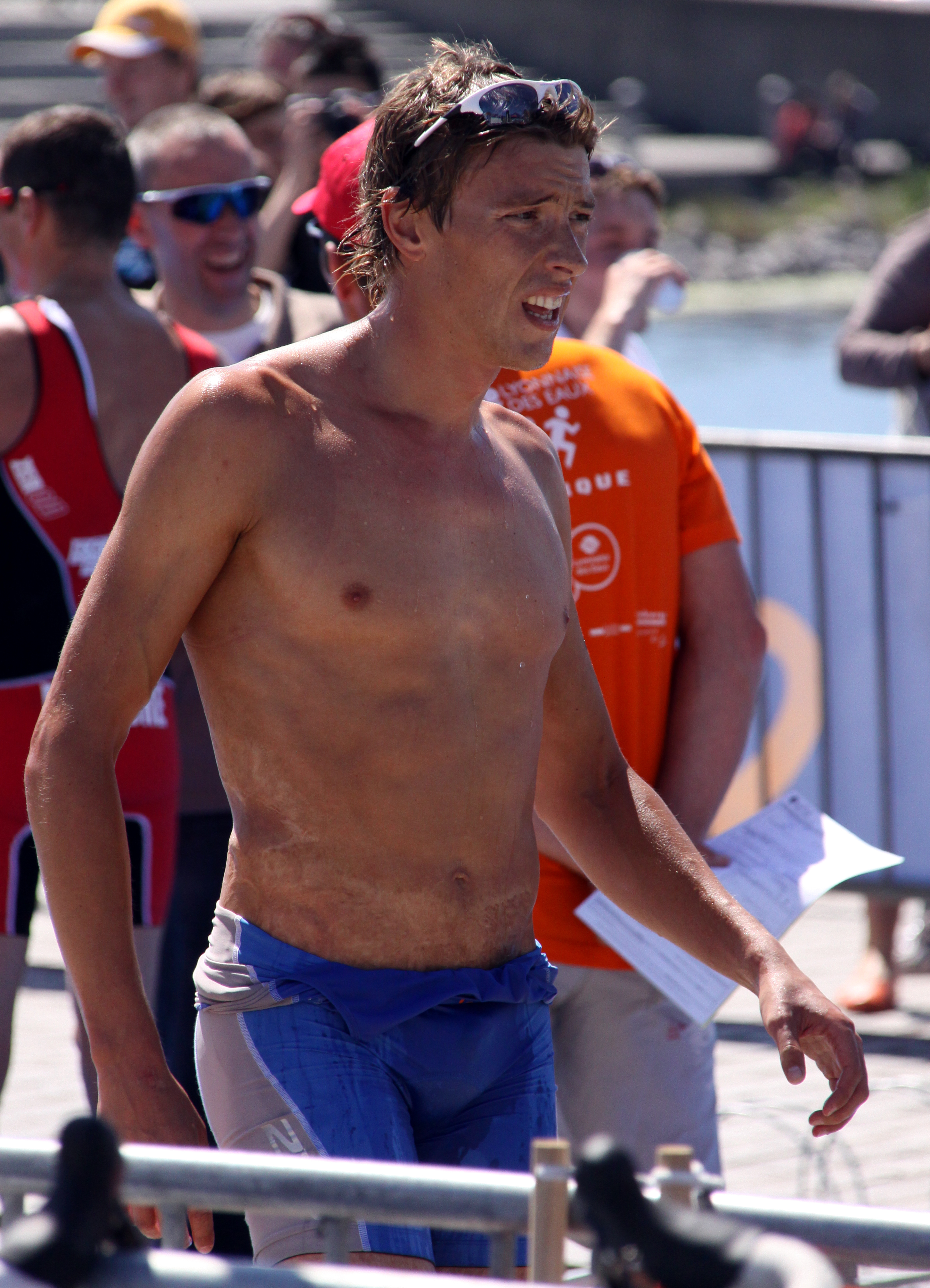
Игорь Сысоев

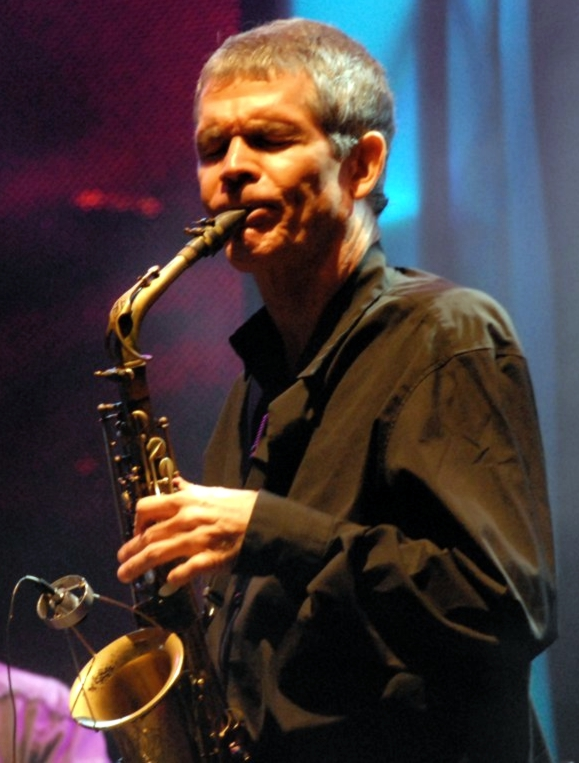
Дэвид Сэнборн

- Апресян, Юрий Дереникович (94) — советский и российский лингвист, академик РАН (1992)[218].
- Браднелл-Брюс, Майкл, 8-й маркиз Эйлсбери (98) — британский аристократ, член Палаты лордов (1974—1999); несчастный случай[219].
- Баррос, Амалия[порт.] (39) — бразильская журналистка и политик, депутат (с 2023)[220].
- Деймон, Марк[англ.] (91) — американский кинопродюсер и актёр, лауреат премии «Золотой глобус» (1960)[221].
- Кириченко, Григорий Сергеевич (69) — участник Афганской и первой чеченской войн, Герой Российской Федерации (1995)[222].
- Ковальчук, Василий Васильевич (80) — советский и белорусский оперный певец (бас), народный артист Беларуси (2013)[223].
- Кумбуяни, Тапива[англ.] (41) — зимбабвийский футболист, игрок национальной сборной[224].
- Линч, Рон[англ.] (84) — австралийский регбист, игрок национальной сборной[225].
- Малухос, Яннис[греч.] (91) — греческий актёр и телеведущий[226].
- Нути, Франка[итал.] (95) — итальянская актриса[227]
- Палетак, Луко (80) — хорватский писатель и переводчик[228].
- Перейу, Сезар[порт.] (83) — бразильский актёр[229].
- Сысоев, Игорь Владимирович (43) — российский триатлонист, участник Олимпийских игр (2004, 2008); ДТП[230].
- Сэнборн, Дэвид (78) — американский альт-саксофонист и продюсер[231].

## 11 мая

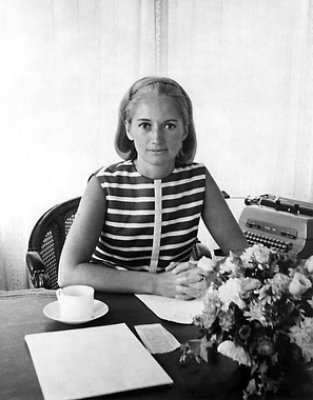
Мэри Лоуренс

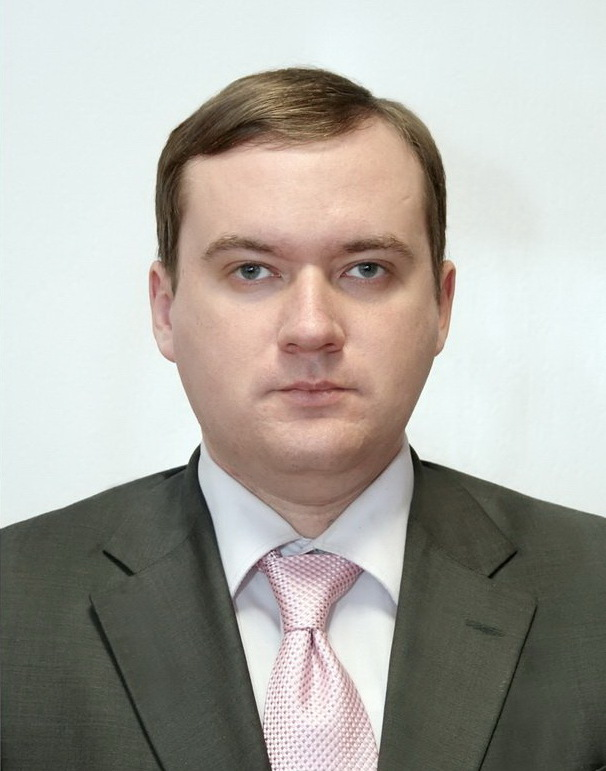
Владимир Ястребчак

- Беглов, Александр Иванович (63) — советский и российский художник, заслуженный художник Российской Федерации (2009), почётный член РАХ (2021)[232].
- Блэр, Терри (62) — американский серийный убийца[233].
- Бэклайни, Сузан[англ.] (77) — американская актриса[234].
- Божандр, Жоэль[фр.] (74) — французский политический деятель, депутат Национальной ассамблеи (2002—2007)[235].
- Земцов, Юрий Исаевич (85) — советский и российский архитектор, академик РААСН[236].
- Лоуренс, Мэри Уэллс (95) — американский предприниматель-рекламист[237].
- Огоев, Урузмаг Созрыкоевич (76) — советский и российский военачальник и государственный деятель, командующий 11 отдельной армией ПВО (1995—2000), генерал-лейтенант (1994)[238].
- Палиама, Джаджанг[индон.] (39) — индонезийский футболист, игрок национальной сборной; ДТП[239].
- Патар, Сурджит (79) — индийский поэт[240].
- Суриков, Александр Васильевич (68) — российский дипломат, посол (с 2017) в Мозамбике и по совместительству (с 2018) в Эсватини[241].
- Уикхем, Джон Адамс[англ.] (95) — американский генерал, начальник штаба Армии США (1983—1987)[242].
- Эллис, Рон (79) — канадский хоккеист, обладатель Кубка Стэнли (1967)[243].
- Ястребчак, Владимир Валерьевич (44) — приднестровский государственный деятель, министр иностранных дел (2008—2012)[244].

## 10 мая

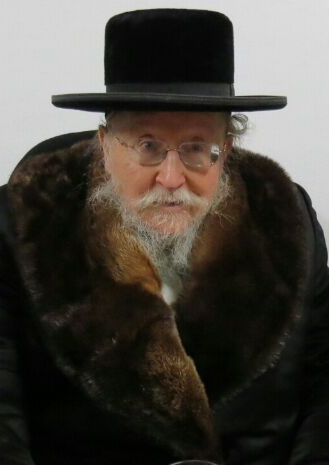
Бен Цион Рабинович

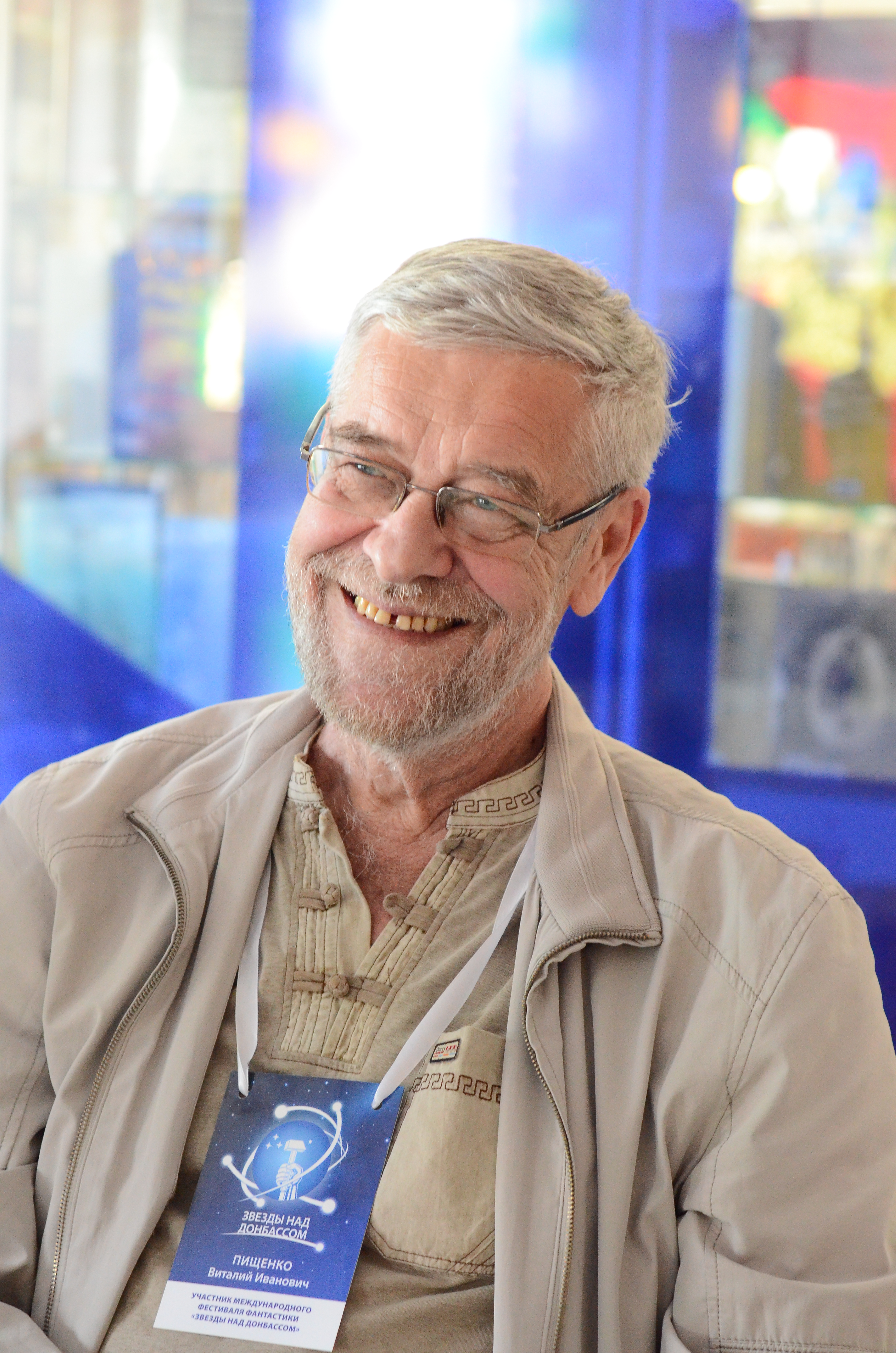
Виталий Пищенко

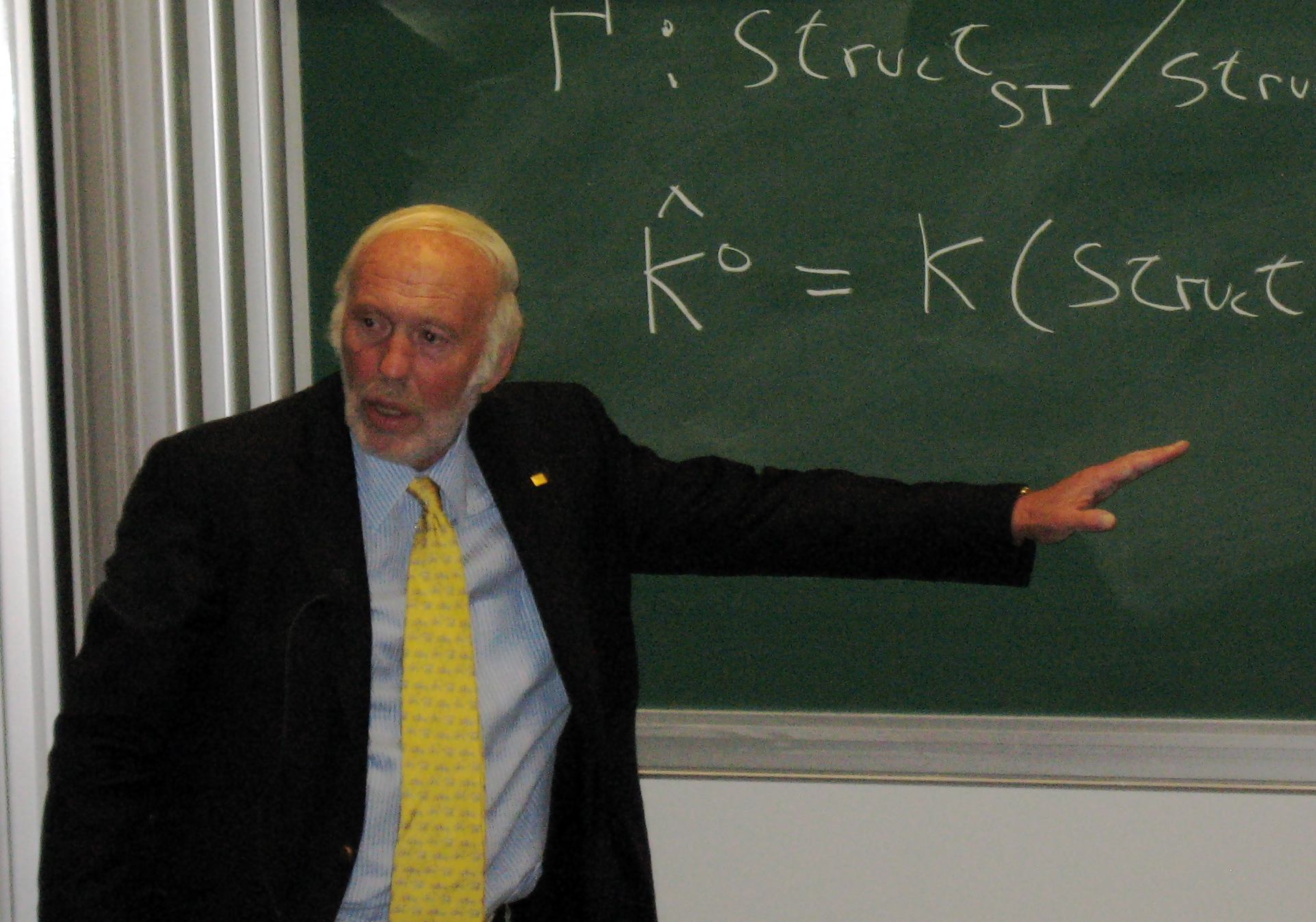
Джеймс Саймонс

- Анвин, Алан[англ.] (82) — канадский политик, мэр Сент-Катаринса (1994—1997)[245].
- Арсич-Басара, Светомир[серб.] (95) — сербский скульптор, академик Сербской академии наук и искусств (1994)[246].
- Банотти, Мэри[англ.] (84) — ирландский политик, член Европейского парламента (1984—2004)[247].
- Бен Цион Рабинович (89) — израильский раввин[248].
- Вальгрен, Ханс[швед.] (86) — шведский актёр[249].
- Длужевская, Мария[пол.] (72) — польская актриса, писательница, режиссёр и сценаристка[250].
- Жариков, Владимир Юрьевич (85)— советский и российский каскадёр, актёр[251].
- Зайденталь, Бодо[нем.] (76) — немецкий политик, депутат Бундестага (1987—2002)[252].
- Искандар, Джонни[индон.] (64) — индонезийский певец[253].
- Лисица, Виталий Алексеевич (49) — украинский военнослужащий, Герой Украины (2024, посмертно)[254].
- Нилан, Патрик (82) — австралийский игрок в хоккей на траве, двукратный призёр Олимпийских игр (1964 и 1968)[255].
- Питерсон, Джим (82) — канадский политический деятель, член Палаты общин (1980—1984, 1988—2007)[256].
- Пищенко, Виталий Иванович (71) — советский и российский писатель-фантаст[257].
- Решетникова, Аиза Петровна (79) — советский и российский музыковед, народная артистка Якутии[258].
- Саймонс, Джеймс (86) — американский математик, инвестор и меценат[259].
- Сарибекян, Карен Багишиевич (60) — армянский политик, депутат Национального собрания (2007— ?)[260].
- Сибли, Фрэнк[англ.] (76) — английский футболист[261].
- Симонацци, Андре (55) — швейцарский журналист, вице-канцлер Швейцарии (с 2009)[262].
- Сухеймат, Али[англ.] (87—88) — иорданский политик, мэр Аммана (1989—1991)[263].
- Тагал, Мутанг[англ.] (69) — малайзийский политик, член Народного Совета (1982—1990), президент Государственного Совета (Сената) (с 2024)[264].

## 9 мая

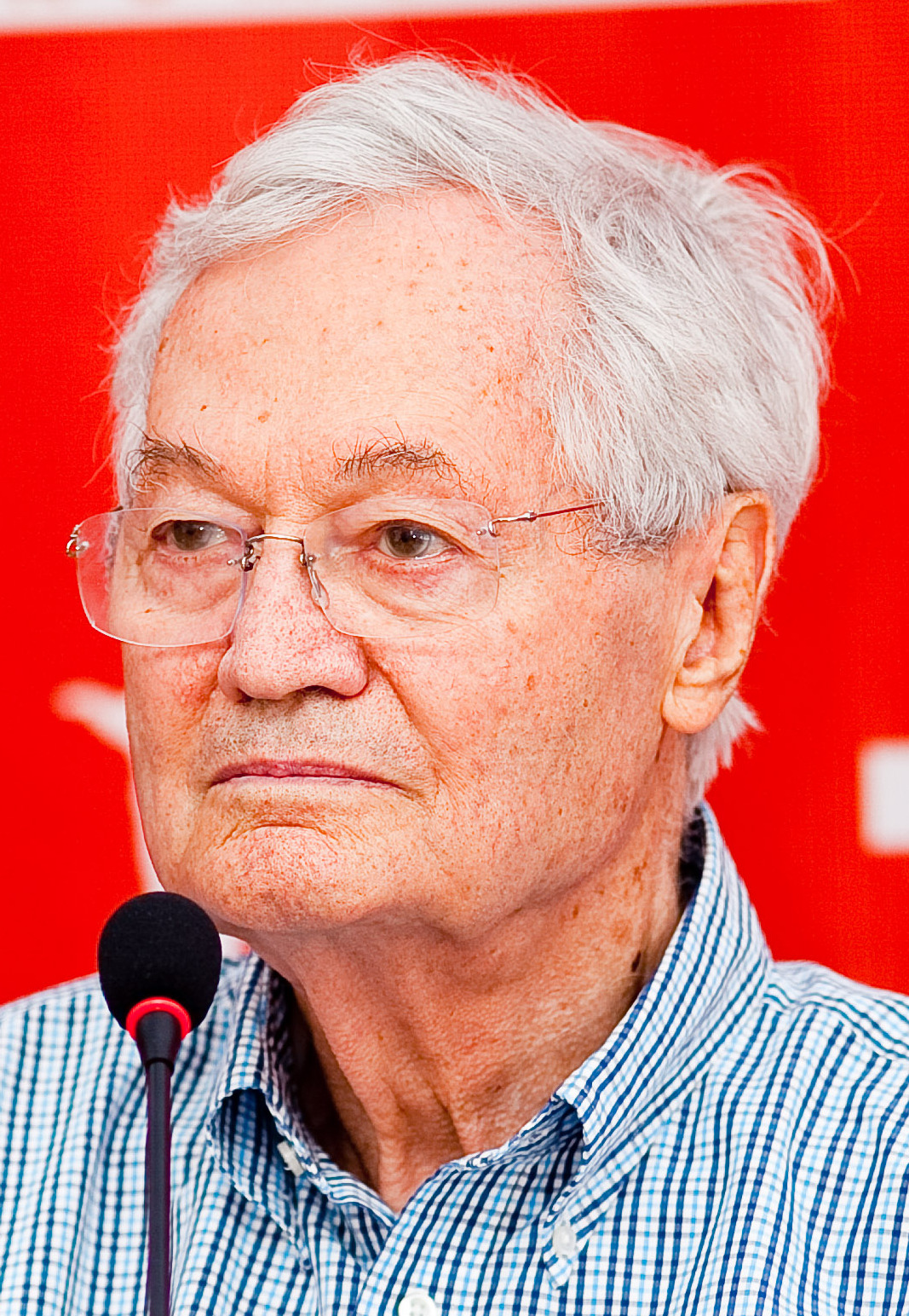
Роджер Корман

- Бабангида, Ибрагим (47) — нигерийский футболист; ДТП[265].
- Бай Илун (83) — китайский учёный-механик, академик КАН (1991)[266].
- Бен-Гал, Авнер[ивр.] (57) — израильский художник[267].
- Брид, Колин[англ.] (77) — британский политик, член Парламента (1997—2010)[268].
- Дорофеев, Владимир Михайлович (87) — советский и российский партийный и политический деятель, второй секретарь Ярославского обкома КПСС (1986—1990), народный депутат РСФСР/РФ (1990—1993)[269].
- Иваньи, Иван[серб.] (95) — сербский писатель[270].
- Конран, Ширли[англ.] (91) — английская писательница и журналист[271].
- Корман, Роджер (98) — американский кинорежиссёр и продюсер[272].
- Купон, Анри[фр.] (94) — французский писатель детективного жанра и сценарист[273].
- Мокгоро, Ивонн[англ.] (73) — южноафриканский юрист, судья Конституционного суда (1994—2009)[274].
- Пёусти, Тойни (90) — финская лыжница[275].
- Соломонов, Юрий Борисович (77) — российский журналист, заместитель главного редактора «Литературной газеты» (1990—1997)[276].
- Урбанчек, Джон[англ.] (87) — американский тренер по плаванию. тренер национальных сборных, член Зала славы мирового плавания (2008)[277].
- Фацио, Сильвио[англ.] (72) — итальянский писатель[278].
- Хак, Тозаммель Тони[англ.] (84) — бангладешский дипломат, посол во Франции (1988—1991)[279].
- Хогрогян, Нонни[англ.] (92) — американская писательница и иллюстратор, двукратный лауреат медали Калдекотта (1966, 1972)[280].
- Шведер, Туре[норв.] (81) — норвежский статистик, член Норвежской академии наук (1989)[281].

## 8 мая
- Барнетт, Колин[англ.] (79) — американский руководитель авиакомпании, президент Southwest Airlines (с 2008)[282].
- Басби, Вив[англ.] (74) — английский футболист[283].
- Ван Гэн[кит.] (96) — китайский энергетик, академик КАН (1991)[284].
- Гудымо, Олег Андреевич[англ.] (79) — приднестровский политик[285].
- Дончев, Антон[болг.] (81) — болгарский скульптор[286].
- Купер, Грэм[англ.] (83) — британский гребец, участник Олимпийских игр (1960)[287].
- Кэннон, Крис[англ.] (73) — американский политик, член Палаты представителей (1997—2009)[288].
- Макклоски, Пит[англ.] (96) — американский политик, член Палаты представителей (1967—1983)[289].
- Марини, Джованна[итал.] (87) — итальянская певица, автор песен и специалист по музыкальной этнографии[290].
- Маринкович, Драгослав[серб.] (90) — сербский биолог и генетик, академик САНУ (2003)[291].
- Саласар, Хулио[исп.] (89) — перуанский военный деятель, министр обороны (1998—1999)[292].
- Сезар, Жерар[фр.] (89) — французский политик, депутат Национального собрания (1976—1978, 1978—1981, 1986—1988), сенатор (1990—2017)[293].
- Сиван, Сангит (65) — индийский кинорежиссёр и сценарист[294].
- Трашлиева, Юлия (88) — болгарская художественная гимнастка, двукратный бронзовый призёр чемпионатов мира (1963, 8-кратный чемпион Болгарии[295].
- Фонсека Мора, Рамон[исп.] (71) — панамский писатель и юрист, сооснователь Mossack Fonseca[296].
- Холмс, Пол[англ.] (56) — английский футболист (о смерти объявлено в этот день)[297].
- Чьяппе, Ласаро[исп.] (87) — аргентинский юрист и политик, сенатор (2001—2003)[298].

## 7 мая

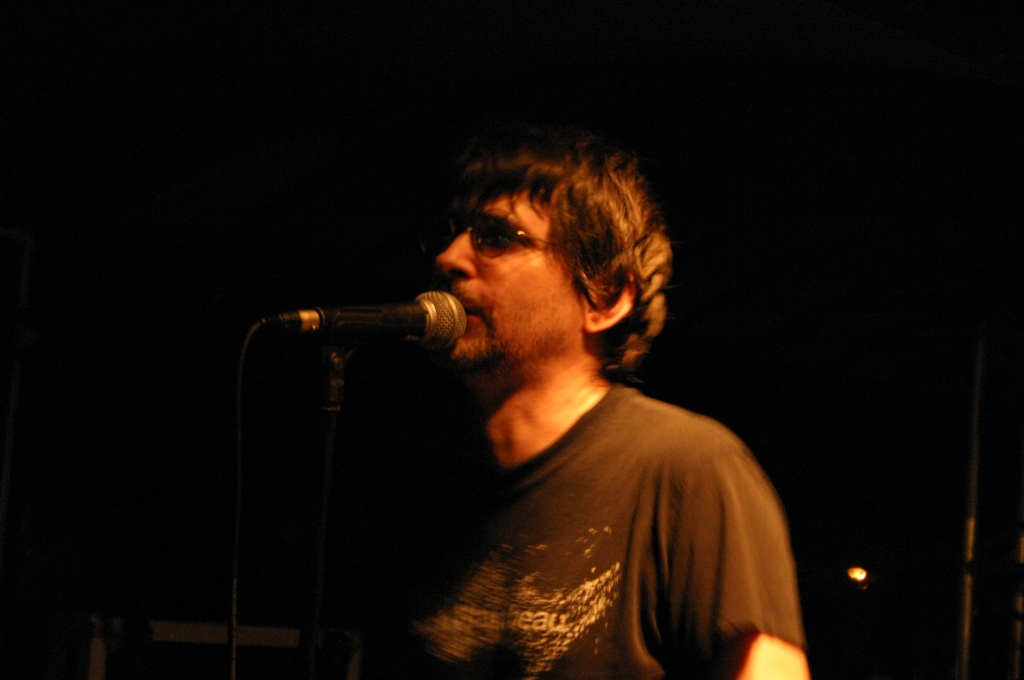
Стив Альбини

- Аавик, Эвальд Орестович (83) — советский и эстонский актёр, заслуженный артист Эстонской ССР (1982)[299].
- Альбини, Стив (61) — американский музыкант и продюсер[300].
- Борисман, Дорман[индон.] (73) — индонезийский актёр[301].
- Врублевский, Ян[пол.] (88) — польский джазовый музыкант[302].
- Габагкова, Виктория Хазбатыровна (54) — российский армрестлер, семнадцатикратная чемпионка мира[303].
- Галлиа, Фабио[англ.] (60) — итальянский банкир[304].
- Джонс, Игнатиус[англ.] (67) — австралийский певец, музыкант и журналист[305].
- Ким Ки Нам[кор.] (94) — северокорейский партийный деятель[306].
- Когельданс, Лео[нидерл.] (93) — суринамский футболист игрок национальной сборной[307].
- Коршик, Людмила Петровна (77) — советский и российский режиссёр и сценарист[308].
- Морден, Рид[англ.] (82) — канадский дипломат и госслужащий, директор Канадской службы разведки и безопасности (1988—1992)[309].
- Павлюков, Валентин Григорьевич (86) — советский и российский организатор производства, генеральный директор СЭПО (1980—1997)[310].
- Паркман, Пол[англ.] (91) — американский вирусолог, один из разработчиков вакцины против краснухи[311].
- Риголь, Жоан[исп.] (81) — испанский политический деятель, спикер Парламента Каталонии (1999—2003)[312].
- Салам Бин Раззак[англ.] (83) — индийский писатель и переводчик[313].
- Штауффахер Соломон, Барбара[англ.] (95) — американский ландшафтный архитектор и графический дизайнер, пионер суперграфики[314].
- Янсен, Ян Хельге[норв.] (86) — норвежский политик, депутат Стортинга (1981—1985)[315].

## 6 мая

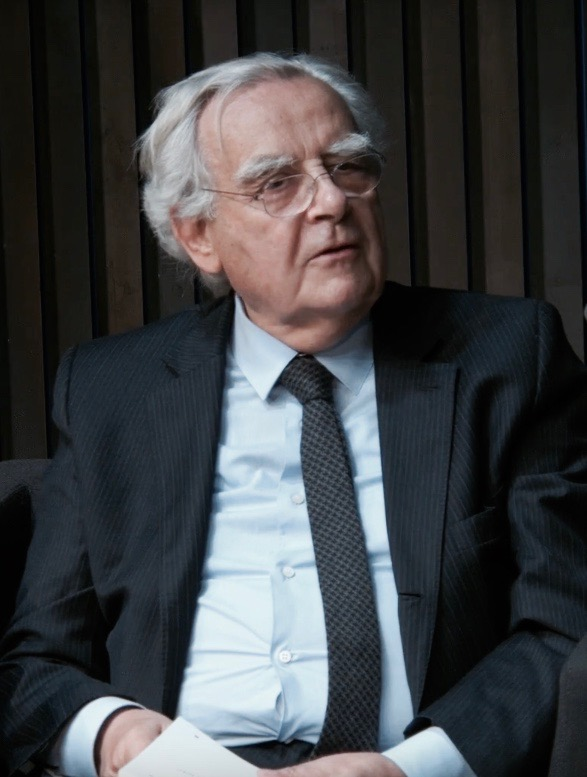
Бернар Пиво

- Амри, Хайрул[индон.] (51) — индонезийский политик, депутат Парламента (с 2022)[316].
- Булибеков, Хаким (71) — казахский поэт[317].
- Венцель, Брайан[англ.] (94) — австралийский актёр[318].
- Гелдер, Иэн (74) — британский актёр[319].
- Девлин, Джуди[англ.] (88) — американская и британская бадминтонистка, чемпионка Европы (1972)[320].
- Джохадзе, Давид Викторович (89) — советский и российский философ, сотрудник ИФ РАН (с 1961)[321].
- Зелиньский, Яцек[пол.] (77) — польский музыкант и певец[322].
- Кестейи, Рудольф[венг.] (89) — венгерский гимнаст, участник Олимпийских игр (1960)[323].
- Кубелька, Сусанна[фр.] (81) — французская писательница[324].
- Наджент, Майк[англ.] (77) — австралийский спортсмен, двукратный чемпион Паралимпийских игр (1980, 1984)[325].
- Пиво, Бернар (89) — французский журналист[326].
- Ставрева, Петя (47) — болгарская журналистка и политик, депутат Европейского парламента (2007—2009), депутат Народного собрания Болгарии (с 2023)[327].
- Стефански, Кристиана (74) — бельгийская певица[328].
- Тригано, Андре[фр.] (98) — французский бизнесмен[329].
- Уокер, Джонни[англ.] (79) — австралийский автогонщик[330].
- Харикумар (67/68) — индийский режиссёр[331].
- Холифилд, Уэйленд[англ.] (82) — американский автор песен[332].
- Холман, Билл[англ.] (96) — американский саксофонист и композитор[333].

## 5 мая

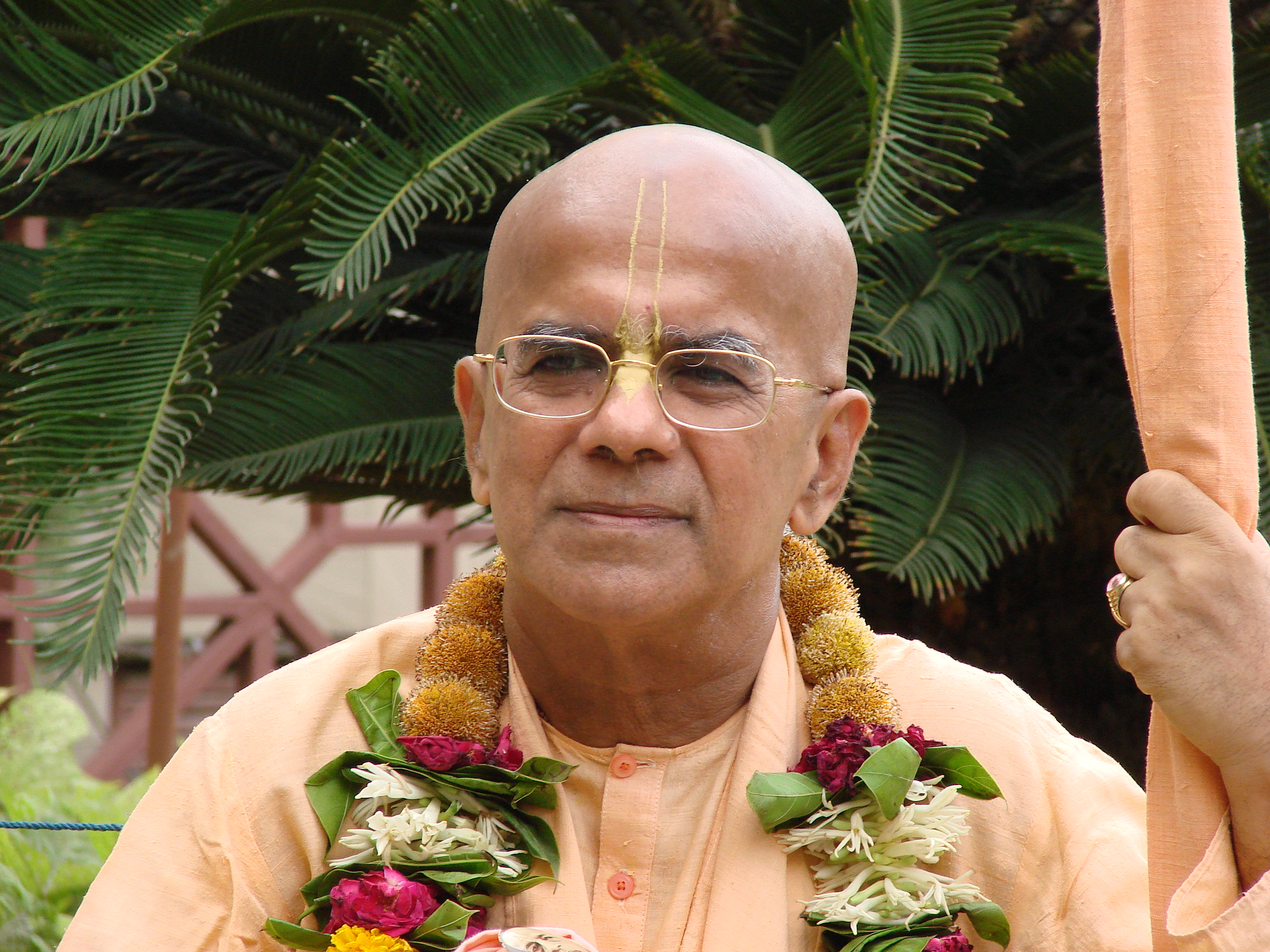
Гопал Кришна Госвами

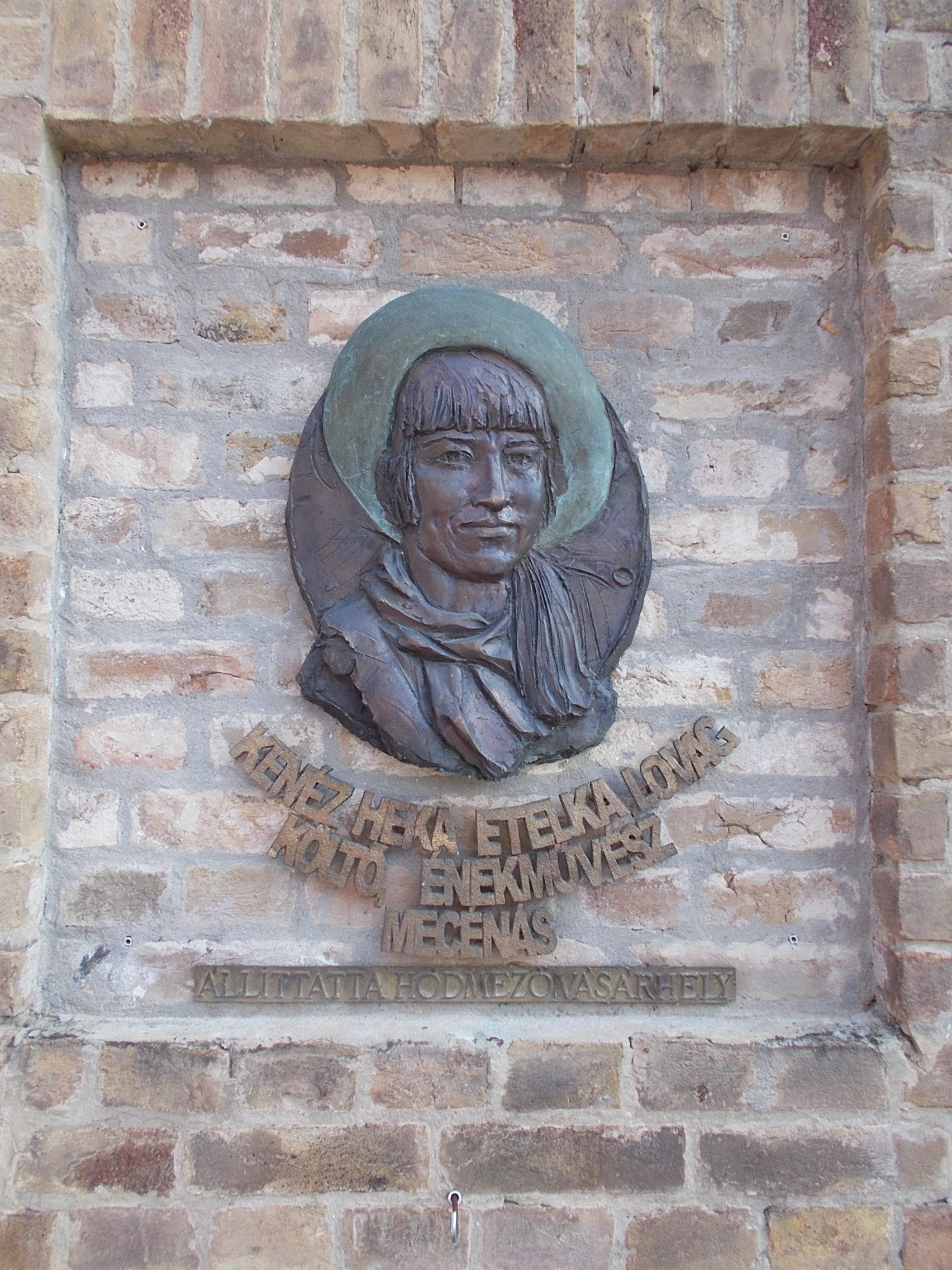
Этелька Кенез-Хека

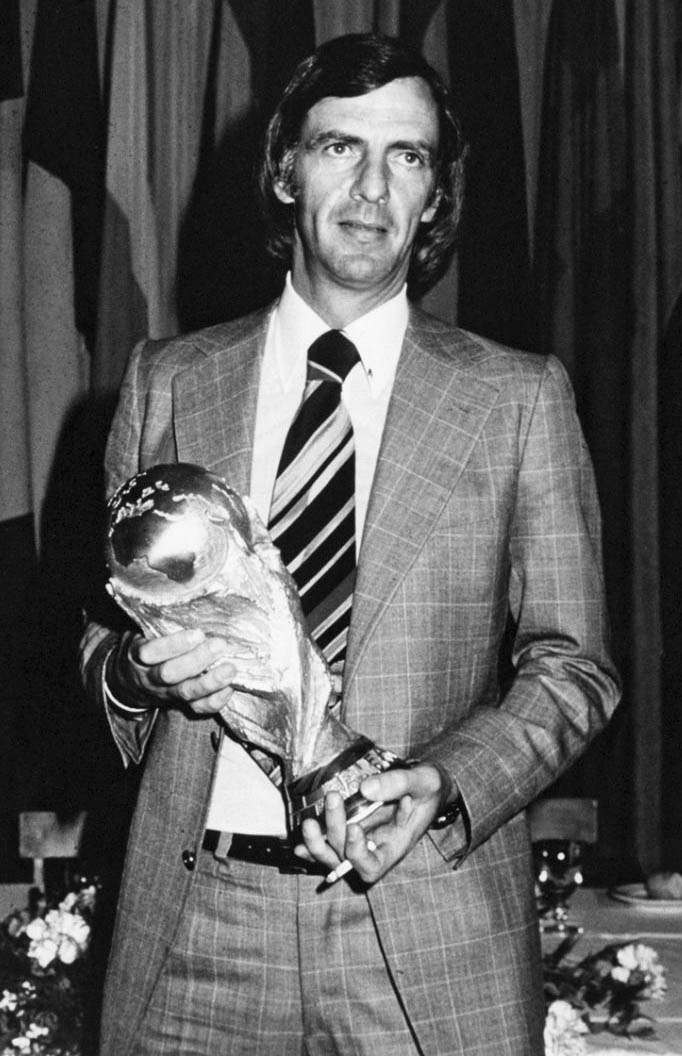
Сесар Луис Менотти

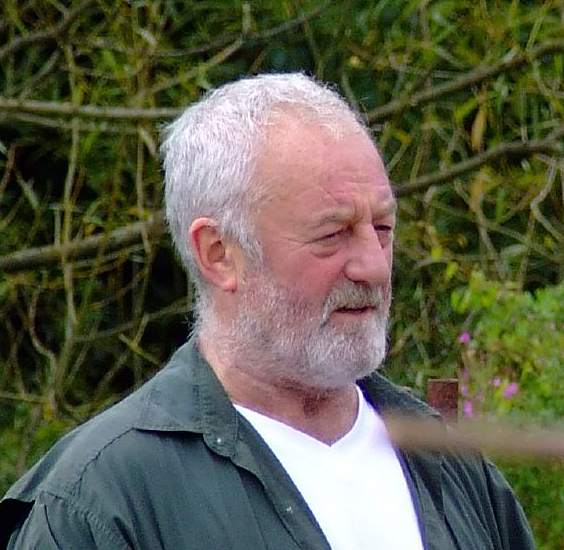
Бернард Хилл

- Адаскина, Галина Симховна (95) — советская и российская артистка цирка, актриса и режиссёр, заслуженная артистка РСФСР (1971)[334].
- Андрианов, Вадим Петрович (86) — российский менеджер, директор завода «ИжАвто» (1990—1995)[335].
- Гопал Кришна Госвами (79) — индийский кришнаитский гуру[336].
- Горленко, Александр Михайлович (79) — советский и российский режиссёр и художник мультипликации, заслуженный работник культуры Российской Федерации (2010)[337].
- Демчик, Андрей Владимирович (48) — украинский военнослужащий, солдат, участник российско-украинской войны, Герой Украины (2024, посмертно); погиб в бою.
- Ерсалимов, Балтабек[каз.] (86) — советский и казахстанский филолог, краевед и журналист[338].
- Завада, Роберт[пол.] (79) — польский гандболист, участник Олимпийских игр (1972)[339].
- Камере, Милагрос[исп.] (51) — перуанская волейболистка, участница Олимпийских игр (1996, 2000)[340].
- Каттукаран, Хосе[англ.] (92) — индийский политик, мэр Триссура (2000—2004)[341].
- Кезина, Любовь Петровна (85) — советский и российский деятель образования, академик РАО (1996)[342].
- Кенез Хека, Этелька (87) — венгерская писательница, поэтесса, певица[343].
- Кириллова, Зинаида Ивановна (93) — советская и российская певица, народная артистка Российской Федерации (2000)[344].
- Кузнецов, Владимир Александрович (96) — советский и российский археолог и историк, заслуженный деятель науки РСФСР (1989)[345].
- Лефланг, Франк[нидерл.] (87) — суринамский юрист, дипломат и политик, министр внутренних дел (1980—1985), министр юстиции (1982—1985), заместитель премьер-министра (1984—1985)[346].
- Мазурель, Оливье[фр.] (42) — французский пилот высшего пилотажа, чемпион мира в командном зачёте (2007, 2013, 2017); авиакатастрофа[347].
- Менотти, Сесар Луис (85) — аргентинский футболист и футбольный тренер, игрок национальной сборной, тренер чемпионов мира (1978)[348].
- Нсумбу, Нгой[англ.] (51) — конголезский футболист, игрок национальной сборной[349].
- Пелешенко, Александр Юрьевич (30) — украинский тяжелоатлет, участник российско-украинской войны, двукратный чемпион Европы (2016, 2017), участник Олимпийских игр (2016); погиб в бою[350].
- Постлерова, Симона[чеш.] (59) — чешская актриса[351].
- Рейхенберг, Александер[норв.] (31) — норвежский хоккеист, игрок национальной сборной[352].
- Хилл, Бернард (79) — британский актёр[353].
- Ходли, Фил[англ.] (72) — английский футболист[354].
- Шалайда, Збигнев (89) — польский инженер-металлург и политик, министр металлургии (1980—1981), министр металлургии и машиностроения (1981—1982), вице-президент Совета Министров (1982—1988)[355].
- Шапиро, Дэвид[англ.] (77) — американский поэт, литературный критик и искусствовед[356].
- Эвоэм, Лиззи[англ.] (81) — нигерийская актриса[357].
- Эппер, Джинни[англ.] (83) — американская актриса и каскадёрша, лауреат премии «Таурус» за пожизненные достижения (2007)[358].

## 4 мая

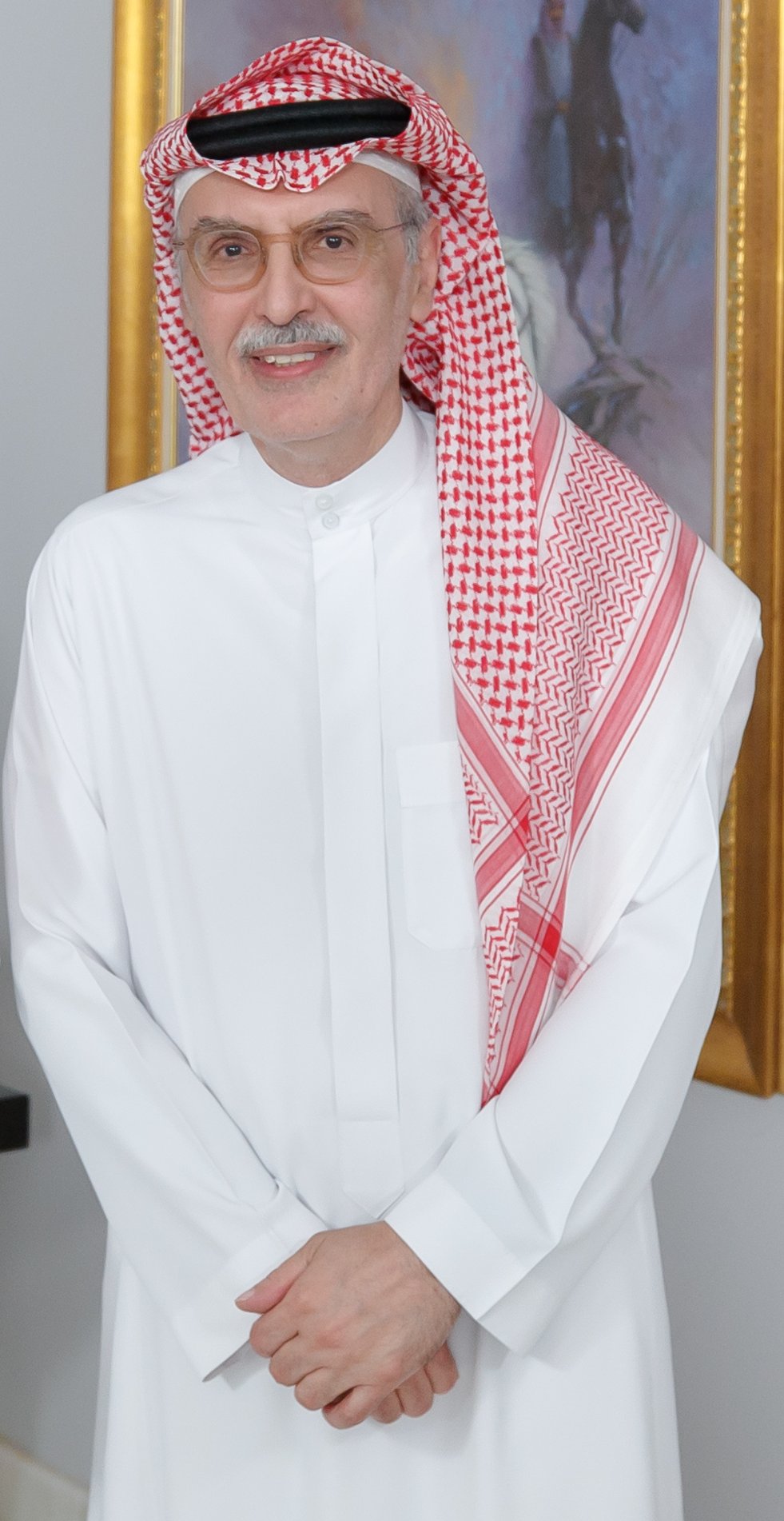
Бадр ибн Абдул-Мухсин Аль Сауд

- Ад-Дагестани, Абдул-Кадир Абдурахман (81) — иракский генерал, губернатор провинций Ниневия и Найнава[359].
- Бадр ибн Абдул-Мухсин Аль Сауд (75) — саудовский принц и поэт, президент Саудовского общества культуры и искусства (с 1973)[360].
- Байон, Игнасио[исп.] (80) — испанский политик, министр промышленности и энергетики (1980—1982)[361].
- Банщиков, Михаил Константинович (75) — российский политический деятель, депутат Государственной думы (2007—2011); ДТП[362].
- Владыкина, Татьяна Григорьевна (70) — советский и российский фольклорист[363].
- Гарбер, Джудит[англ.] (62) — американский дипломат, посол в Латвии (2009—2012) и Кипре (2019—2022)[364].
- Иоаннидес, Фивос[греч.] (88) — греческий политик, член Парламента (1989—1994)[365].
- Кавана, Рон[англ.] (73) — ирландский певец[366].
- Кара, Юро[яп.] (84) — японский писатель и сценарист[367].
- Крутова, Любовь Ивановна (94) — советский и российский экономист[368].
- Мартинес, Хавьер[исп.] (78) — аргентинский рок- и блюзовый певец[369].
- Матфий (Моряк) (75) — архиерей Православной Церкви в Америке, епископ Чикагский и Среднего Запада (2011—2013)[370].
- Медликотт, Джудит[англ.] (82) — новозеландский юрист, ректор Университета Отаго (1993—1998)[371].
- Мессина, Давид[итал.] (92) — итальянский спортивный журналист и телеведущий[372].
- Панайотопулу, Анна[греч.] (76) — греческая актриса[373].
- Пелланера, Коррадо[итал.] (86) — итальянский баскетболист, участник Олимпийских игр (1964, 1968)[374].
- Перр, Йехиэль (89) — американский раввин[375].
- Рахимов, Садулло Хайруллоевич (72) — советский и таджикский культуролог[376].
- Ребелло, Энтони Паскаль[англ.] (74) — ботсванский католический прелат, епископ Франсистауна (с 2021)[377].
- Рингель, Карл (81) — немецкий футболист (о смерти объявлено в этот день)[378].
- Симон, Иштван[венг.] (77) — венгерский биофизик, действительный член АН Венгрии (2022)[379].
- Стелла, Фрэнк (87) — американский художник и скульптор[380].
- Фонтес, Дагоберто (80) — уругвайский футболист, игрок национальной сборной, участник чемпионата мира (1970)[381].
- Халлыев, Мухамед-Мурат Аннадурдыевич (71) — советский и российский самбист и тренер, чемпион мира (1981)[382].
- Хань Чжэньсян[кит.] (93) — китайский инженер-электрик, академик КАН (1999)[383].
- Хирш, Нарсиса[исп.] (96) — аргентинская актриса[384].
- Шронц, Фрэнк[англ.] (92) — американский бизнесмен, генеральный директор (1986—1996) и председатель правления (1988—1997) фирмы Boeing[385].

## 3 мая

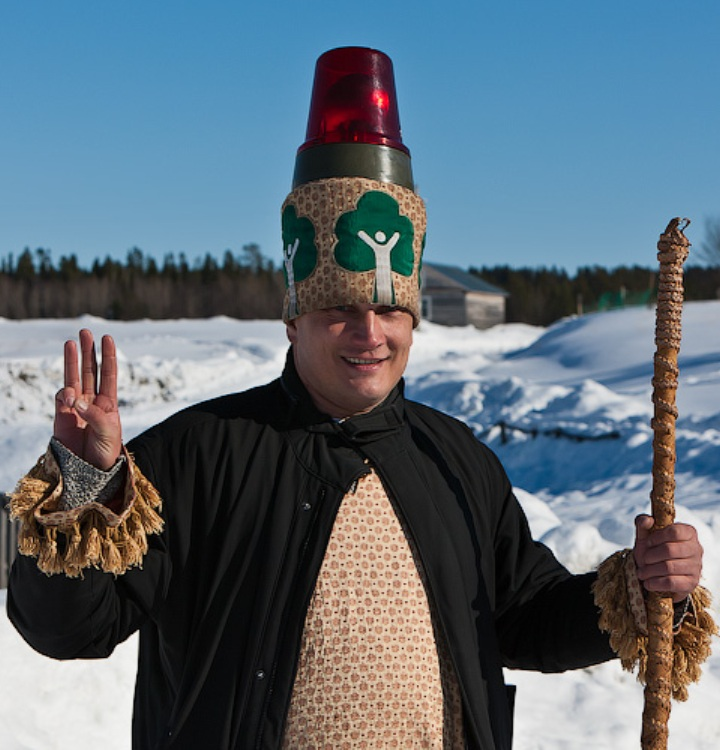
Древарх-Просветлённый

- Айти, Кацуо[яп.] (86) — японский политический деятель, член Палаты представителей (1976—2000, 2005—2009)[386].
- Аль-Аттар, Иссам[араб.] (97) — сирийский диссидент[387].
- Давыдова, Галина Евгеньевна (48) — российская актриса, заслуженная артистка Российской Федерации[388].
- Древарх-Просветлённый (Христофоров, Андрей Валентинович) (59) — российский общественный деятель и предприниматель[389].
- Карре, Жеральдин (54) — французская журналистка и телеведущая[390].
- Миллс, Джим[англ.] (57) — американский игрок на банджо, шестикратный лауреат премии «Грэмми»[391].
- Мкуло, Мустафа[англ.] (77) — танзанийский экономист и политик, член Национального собрания (с 2005), министр финансов (2007—2012)[392].
- Роджер, Джим[англ.] (90) — шотландский футболист[393].
- Рутан, Дик[англ.] (85) — американский лётчик, первым в мире совершивший кругосветный беспосадочный перелёт[394].
- Телиженко, Николай Матвеевич[укр.] (73) — украинский скульптор, народный художник Украины (2021)[395].
- Тренто, Денис[итал.] (41) — итальянский ски-альпинист; несчастный случай[396].
- Фигурнов, Евгений Петрович (97) — советский и российский учёный в области электрификации железнодорожного транспорта, заслуженный деятель науки и техники РСФСР (1987)[397].
- Хаммерль, Ласло (82) — венгерский спортивный стрелок, олимпийский чемпион (1964)[398].
- Харшалом, Авраам[ивр.] (99) — чешско-израильский бизнесмен, переживший Холокост[399].
- Ховиллер, Хельмут (80) — восточногерманский дзюдоист, призёр чемпионатов мира и Европы[400].
- Шорникова, Алевтина Ильинична (94) — советский партийный и государственный деятель[401].

## 2 мая

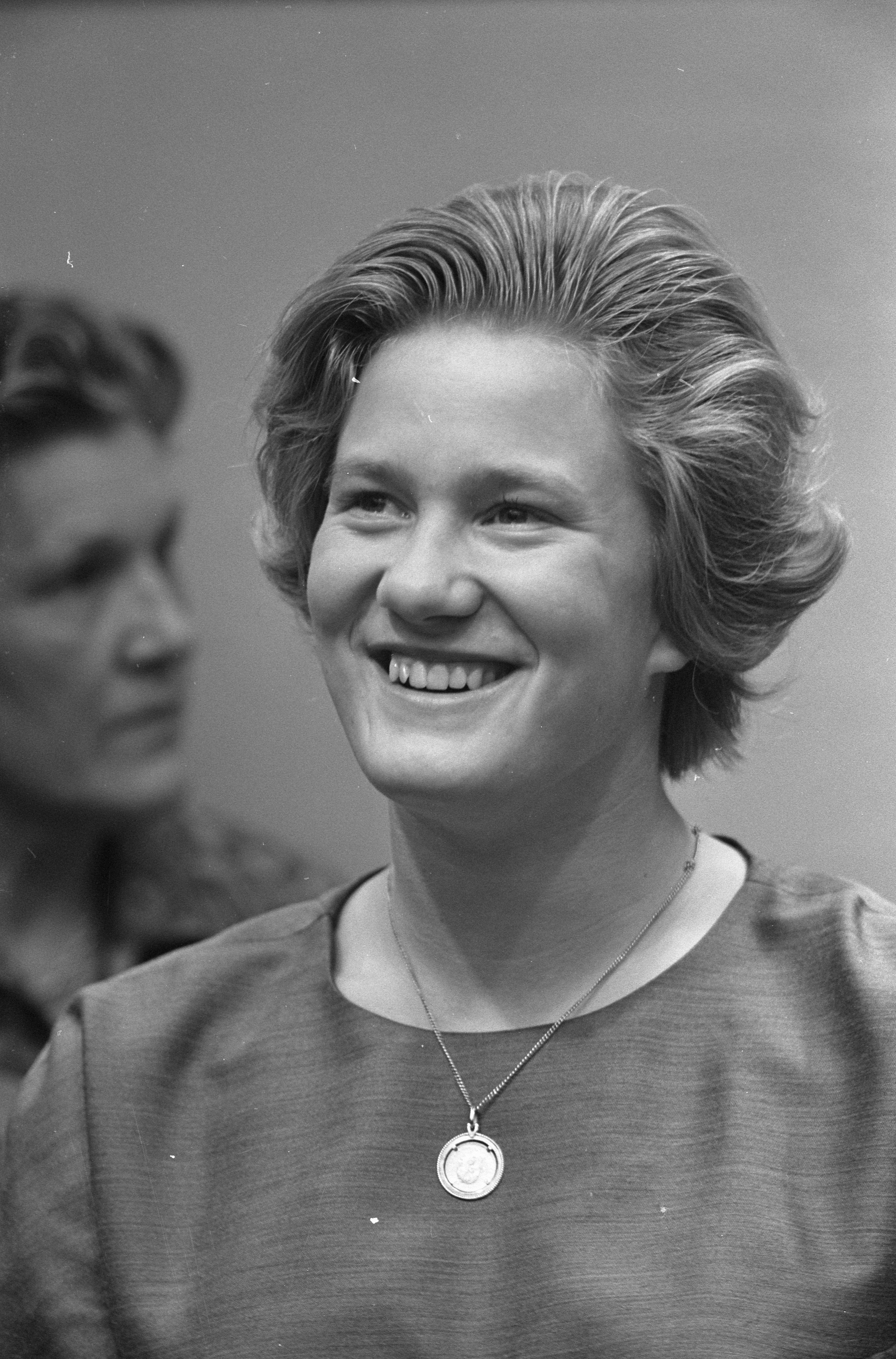
Шаукье Дейкстра

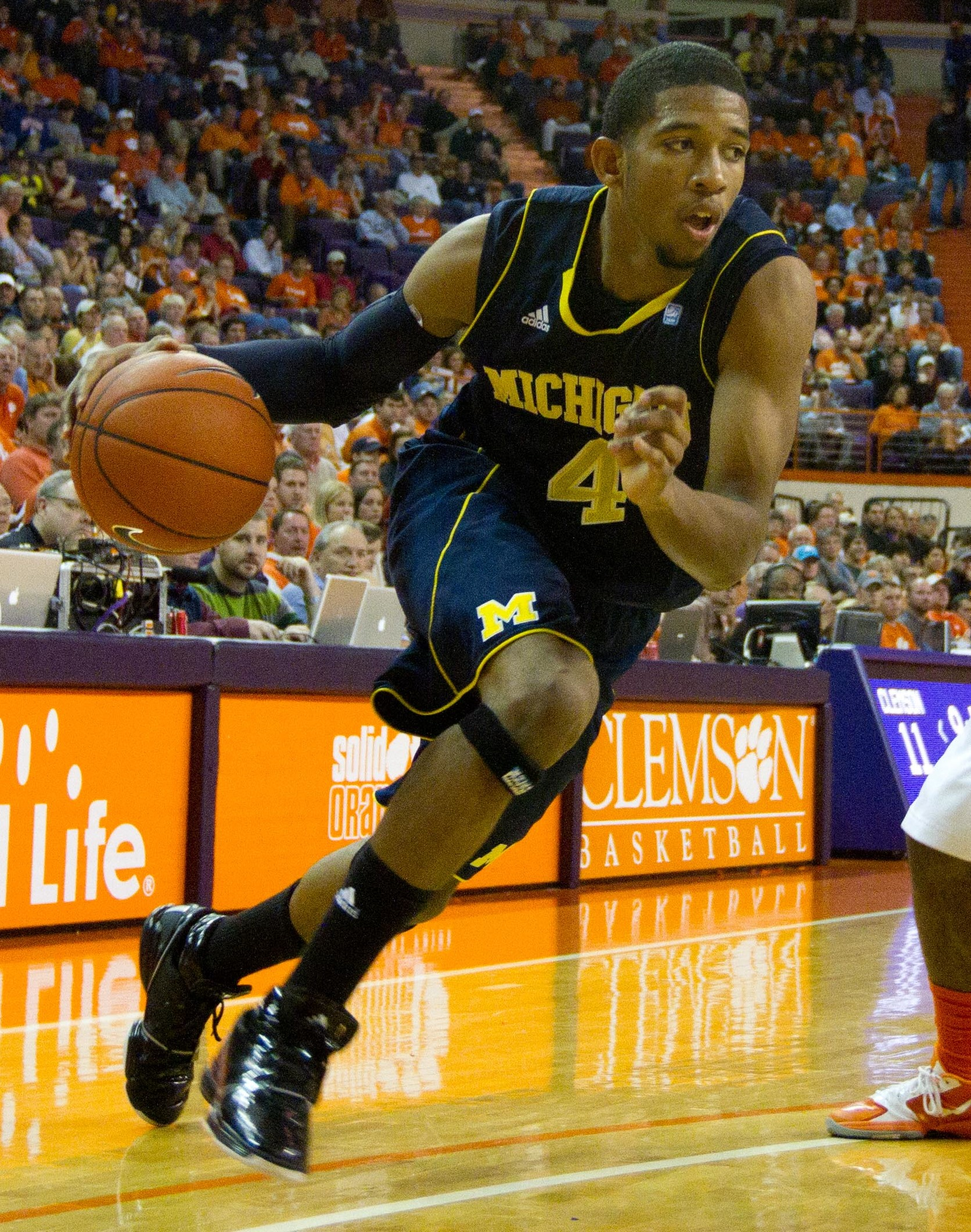
Дариус Моррис

- Ангус, Дерек[англ.] (86) — новозеландский политик, депутат Парламента (1981—1990)[402].
- Бакнер, Сьюзен[англ.] (72) — американская актриса[403].
- Березанская, Софья Станиславовна (99) — советский и российский археолог[404].
- Бойков, Илья Владимирович (83) — советский и российский учёный в области вычислительной математики[405].
- Де Сильва, Налин[англ.] (79) — шри-ланкийский философ и политолог[406].
- Дейкстра, Шаукье (82) — нидерландская фигуристка, олимпийская чемпионка (1964)[407].
- Кимсанов, Машраб (68) — советский и узбекский актёр, заслуженный артист Узбекистана (1999)[408].
- Констан, Дэвид (83) — американский антиковед[409].
- Линденберг, Адольфо (99) — бразильский инженер-строитель, архитектор, писатель и политический деятель[410].
- Лэнсбери, Эдгар[англ.] (94) — американский театральный продюсер, лауреат премии «Тони» (1960)[411].
- Моррис, Дариус (33) — американский баскетболист[412].
- Пизано, Джон[англ.] (93) — американский джазовый гитарист[413].
- Суарес, Элоина[исп.] (101) — испанский политик, мэр Овьедо (1978—1979)[414].
- Фокенберг, Винфрид[нем.] (79) — немецкий юрист и политик, депутат Бундестага (1990—1994)[415].
- Форстер, Дерек (75) — английский футболист[416].
- Хотелашвили, Мирра Константиновна (95) — советский и абхазский историк и археолог, вдова Ш. Д. Инал-Ипы[417].
- Штайнер, Тито[исп.] (72) — аргентинский десятиборец, участник Олимпийских игр (1976)[418].

## 1 мая

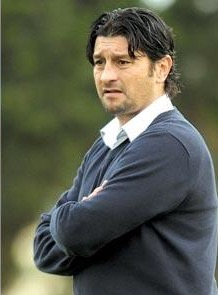
Данило Дончич

- Бочкаев, Ризван Султанович (58) — российский спортивный функционер, заслуженный тренер Российской Федерации (2017)[419].
- Григорьев, Вадим Борисович (87) — советский и российский актёр и режиссёр[420].
- Дамиба, Пьер Клавер[англ.] (87) — буркинийский политик, депутат Национальной ассамблеи (1971—1974, 1978—1980), министр планирования и общественных работ (1966—1971)[421].
- Д’Арси, Майкл[англ.] (90) — ирландский политик, депутат Палаты представителей (1977—1987, 1989—1992, 1997—2002), сенатор (1993—1997)[422].
- Джейми, Эрик[нем.] (89) — немецкий юрист, президент Института международного права (1997—1999)[423].
- Дончич, Данило (54) — югославский и сербский футболист и футбольный тренер[424].
- Дюпюи, Доминик[фр.] (93) — французский танцор и хореограф[425].
- Лепате, Жак[фр.] (94) — французский регбист, игрок национальной сборной[426].
- Мацек, Мирослав[чеш.] (79) — чехословацкий политик и писатель, депутат Федерального собрания (1990—1992)[427].
- Медуин, Терри (91) — валлийский футболист, игрок национальной сборной[428].
- Меллор, Иэн[англ.] (74) — английский футболист[429].
- Петкевич, Юзеф Изодорович (83) — советский и латвийский шахматист, гроссмейстер (2002)[430].
- Пилипенко, Олег Викторович (62) — советский и украинский учёный в области механики, директор ИТМ НАНУ (с 2018), академик НАНУ (2021)[431].
- Пинчук, Вадим Платонович (86) — советский и российский тренер по лёгкой атлетике, заслуженный тренер Российской Федерации[432].
- Рашид, Чоудри Абдул[англ.] (83) — британский политик, лорд-мэр Бирмингема (2008—2009)[433].
- Тахнун ибн Мухаммед Аль Нахайян[араб.] (82) — эмиратский политик[434].
- Тэнди, Ричард (76) — британский музыкант[435].
- Фельзенфельд, Гэри[нем.] (94) — американский молекулярный биолог, член НАН США (1976)[436].
- Чэнь Цзюньу[кит.] (97)— китайский учёный в области нефтепереработки, академик КАН (1991)[437].